# The Outpost
The Outpost est une série télévisée américaine de fantasy-aventures en 49 épisodes de 45 minutes diffusée entre le 10 juillet 2018 et le 7 octobre 2021 sur le réseau The CW,. Elle est produite par Syfy pour diffusion internationale.
En France et en Belgique, elle est diffusée depuis le 22 septembre 2018 sur Syfy et Prime Video. Elle est aussi diffusée sur la chaine gratuite Molotov TV en 2023 en France. Au Québec, elle est diffusée depuis le 22 novembre 2018 sur le service Club Illico.

## Synopsis
La série suit Talon, seule survivante d'une race appelée « Blackbloods » (au sang noir). Des années après la destruction de son village entier par une troupe de mercenaires, Talon traque les assassins de sa famille et retrouve leur trace dans une ville fortifiée sans loi à la lisière du monde civilisé, nommée The Outpost (l'Avant-Poste en français), où elle se rend. Talon découvre qu'elle possède un mystérieux pouvoir surnaturel (le kinj) qu'elle doit apprendre à contrôler pour se sauver et défendre son pays contre un dictateur religieux fanatique.

## Distribution

### Acteurs principaux
- Jessica Green (VF : Geneviève Doang) : Talon[1]
- Jake Stormoen[1] (VF : François Santucci (saisons 1-2) puis Jérémy Bardeau (saisons 3-4)) : le capitaine Garret Spears
- Imogen Waterhouse[1] (VF : Adeline Chetail) : Lady Gwynn Calkussar/Princesse Rosmund (saisons 1 à 3)
- Anand Desai-Barochia (en)[1] (VF : Pascal Nowak) : Janzo
- Andrew Howard[1] (VF : Éric Aubrahn) : Gate Marshal Cedric Wythers (saisons 1 et 2)
- Robyn Malcolm[1] (VF : Isabelle Leprince) : Elinor (saisons 1 et 2)
- Kevin McNally[9] (VF : Pascal Casanova) : The Smith (Le Forgeron) (épisodes 1–6)
- Aaron Fontaine (VF : Alex Fondja) : Tobin (saisons 2 à 4)
- Glynis Barber (VF : Frédérique Tirmont) : Gertrusha (saisons 2 et 3)
- Reece Ritchie (VF : Nessym Guetat) : Zed (récurrent saison 2, principal à partir de la saison 3)
- Izuka Hoyle (en) (VF : Justine Berger) : Wren (saisons 3 et 4)
- Jaye Griffiths (VF : Maïk Darah) : Yavalla (saison 3)
- Adam Johnson (de) (VF : Nicolas Justamon) : Munt (récurrent saisons 1 et 2, principal à partir de la saison 3)
- Georgia May Foote (en) (VF : Kelly Marot) : Falista (saisons 3 et 4)

### Acteurs récurrents
- Charan Prabhakar : Danno (saison 1)
- Philip Brodie (en) (VF : Arnaud Arbessier) : Ambassadeur Everit Dred (saisons 1 et 2)
- Thor Knai (VF : Matthieu Albertini) : Kell
- Cokey Falkow (VF : Marc Chapiteau) : Tiberion Shek (saison 1)
- Michael Flynn (VF : Achille Orsoni) : le général Cornelius Calkussar (saison 1)
- Elizabeth Birkner : Ilyin, le Dragman (saisons 1 et 2)
- Sonalii Castillo (VF : Laura Zichy) : Essa Khan (saisons 1 et 2)
- Medalion Rahimi (saison 1) puis Amita Suman (VF : Malena Perrot) : Naya
- Lilli Hollunder (de) (VF : Marie Tirmont) : Rebb (saison 2)
- Jelena Gavrilović (en) (VF : Gaëlle Savary) : Sana Vasić (saison 2)
- Dragan Mićanović (en) (VF : Jean-Alain Velardo) : le capitaine Orlick (à partir de la saison 2)
- James Downie (VF : Garlan Le Martelot) : Sammy/Alton (saisons 2 et 3)
- Andreja Maričić (sr) : Un (membre des Trois) (saison 2)
- Jelena Stupljanin (sr) (VF : Valérie Lentzner) : Deux (membre des Trois) (à partir de la saison 2)
- Eilian Wyn-Jones : Trois (membre des Trois) (à partir de la saison 2)
- Patrick Lyster (VF : Hervé Jolly) : le capitaine Calkussar (saisons 2 et 3)
- Tiana Upcheva (sr) (VF : Diane Kristanek) : Warlita (depuis la saison 2)
- Tamara Aleksić (sr) (VF : Cindy Tempez) : Liecia (saison 3) / (VF : Laëtitia Laburthe) : Janya (saison 4)
- Nikki Leigh Scott (VF : Laurence Dourlens) : Vorta (depuis la saison 3)
- Milos Vojnovic (VF : Jean-François Aupied) : Tera (à partir de la saison 3)
- Maeve Courtier-Lilley (en) : Luna (saison 4)
- Tamara Radovanović (sr) (VF : Kahina Tagherset) : Nedra (saison 4)
- Pavle Jerinić (sr) : 313 (saison 4)

 Source et légende : version française (VF) sur RS Doublage et DSD

## Production
Syfy International a commandé la première saison de dix épisodes de la série le 16 janvier 2018. Le 7 mars 2018, The CW a repris la série pour la diffuser aux États-Unis. Elle a été filmée dans l'Utah entre janvier et mai 2018,.
En octobre 2018, The CW a renouvelé la série pour une deuxième saison,, dont la diffusion a débuté le 11 juillet 2019. Le tournage de la seconde saison a débuté en janvier 2019, en Serbie.
En octobre 2019, The CW a renouvelé la série pour une troisième saison,, dont la diffusion a débuté le 8 octobre 2020.
En mars 2020, Stormoen a annoncé que la production avait été stoppée pendant le tournage des sixième et septième épisodes de la saison en raison la pandémie de Covid-19. Le 8 juin 2020, il a été signalé que la production devrait reprendre le tournage de la troisième saison en Serbie le 12 juin 2020.
Le 7 octobre 2020, avant la diffusion de la troisième saison, The CW a commandé treize épisodes supplémentaires.
Le 15 septembre 2021, la série est annulée.

## Épisodes

### Première saison (2018)
| No. | Titre                                         | Réalisation       | Scénario                     | Diffusion américaine | Téléspectateurs américains |
| --- | --------------------------------------------- | ----------------- | ---------------------------- | -------------------- | -------------------------- |
| 1 | La Survivante One Is the Loneliest Number     | John Lyde         | Jason Faller & Kynan Griffin | 10 juillet 2018      | 0.77                       |
| Talon, jeune femme, travaille dans un établissement proposant des jeux d'argent, proscrits par le Premier Ordre, groupement religieux fanatique qui a renversé la famille royale de nombreuses années auparavant. Elle y repère un tatoueur et lui tend un symbole sur papier : elle lui demande de révéler le nom des hommes sur qui il a réalisé ce tatouage (au niveau des poignets). Il a à peine le temps de lui révéler le nom d'un des hommes, Toru Magmoor, qu'il a récemment revu en compagnie d'un deuxième à l'Avant-poste de Gallwood, qu'il meure, tué par les soldats du Premier Ordre. Talon se sauve dans le territoire des Greyskins (monstres humanoïdes) où on n'ose pas la poursuivre. Un flashback montre que ces mercenaires tatoués ont, treize ans auparavant, massacré tout son village, peuplé de « Blackbloods » (au sang noir et aux oreilles présentant deux pointes noires). Talon n'a survécu que parce qu'un des mercenaires l'a épargnée. Elle se coupe les oreilles plus tard pour rester discrète. Près de l'Avant-poste de Gallwood, Talon est agressée par des Putrilents (Plagueling en V.O.) : humains malades ressemblant à des zombies et dont la bouche révèle un organe souple terminé par une aiguille, capable de transmettre leur mal. Elle est sauvée par le capitaine Garret Spears qui l'escorte vers la ville. Elle doit promettre au Marshal Cedric Wythers (le père de Garret) qu'elle ne causera pas de problèmes. Dans l'auberge de l'Avant-poste, nommée Auberge de la Belladone, elle rencontre le brasseur Janzo puis reconnait Magmoor. Elle le fait boire discrètement par l'intermédiaire de Janzo. Elle rencontre ensuite Lady Gwynn Calkussar qui semble ne pas vouloir être reconnue de Magmoor puis la raccompagne au capitaine Garret, qui se trouve être son amant. Elle retourne ensuite se battre avec Magmoor qui lui révèle avoir massacré son village parce qu'il a été bien payé mais il refuse de dire par qui. Il est surpris qu'il reste encore un Blackblood en vie et promet de s'occuper du second mercenaire sur place (qui est celui qui a épargné Talon à l'époque). Il est cependant blessé à mort et a juste le temps d'écrire un message avec son sang « Dites à Dred qu'il en reste un » tandis que Talon, également blessée, est emportée par un inconnu. |                                               |                   |                              |                      |                            |
| 2 | Peine capitale Two Heads Are Better Than None | Kurt Knight       | Jason Faller & Kynan Griffin | 17 juillet 2018      | 0.64                       |
| Talon se réveille chez l'inconnu qui l'a soignée. Malgré sa méfiance, elle l'écoute. C'est un forgeron qui a été témoins d'un miracle, ce qui l'a changé. Depuis, il collectionne toutes les histoires sur les Blackbloods, dont une prophétie porteuse d'espoir : « lorsque la lune sera en flammes, un Blackblood invoquera le moissonneur d'âmes afin de soumettre ceux qui nous ont autrefois oppressé. ». Il remet un document à Talon, propriété de son peuple et donc désormais à elle, en lui recommandant d'apprendre son contenu mais pas de le lire à voix haute. Intéressée uniquement par sa vengeance, elle ne pense qu'à retrouver le second mercenaire, surnommé le Loup, et repartir. Cependant, Toru Magmoor qu'elle a tué était membre du Covenant, ce qui pourrait attirer l'attention du Premier Ordre à l'Avant-poste, ce dont le Marshal Cedric Wythers, chargé de l'enquête, est conscient. Il finit par comprendre que le message laissé par le mourant est destiné à l'Ambassadeur Everit Dred et bien que cela ne plait pas, il le lui transmet. Il remarque aussi le sang noir (a priori non humain) et s'interroge sur l'adversaire ayant pu terrasser un combattant comme Magmoor. Talon est cependant retourné à l'auberge pour se cacher, elle y est surprise par Janzo qui remarque son sang noir et, bien que comprenant qu'elle est la meurtrière recherchée, la soigne et la cache. La patronne et mère adoptive de Janzo, Elinor, est également revendeuse locale de colipsum, une drogue dont le prix semble baisser. Elle envoie deux autres de ses fils enquêter et suivre un trafiquant. Une fois seule, Talon lit à voix haute le document, ce qui ouvre un portail inter-dimensionnel et un monstre en profite pour s'échapper. En retournant voir le forgeron, celui-ci lui apprend que la créature est un Lou-Kouri (Lu-Qiri en V.O.). Il est effrayé que Talon ne l'a pas renvoyé et malgré son insistance, lui affirme qu'il ne peut rien faire : seule elle, dernière Blackblood, possède le pouvoir de contrôler ces pouvoirs. En se rendant à l'auberge, Wythers retombe sur des traces de sang noir. Il arrête Talon à l'aide de ses hommes, ce qui lui permet d'apprécier les qualités de combattante de Talon. Après avoir vérifié que son sang est bien noir, il estime avoir toutes les preuves pour la condamner à mort. Le capitaine Garret prévient Gwynn Calkussar qui décide de produire un faux témoignage (une légitime défense de Talon) pour empêcher l'exécution. Malgré le désaccord de son propre père, Cornelius Calkussar, le gouverneur de l'Avant-poste, elle décide de maintenir cette version. Le gouverneur et le marshal, voulant avoir à traiter avec le Premier Ordre le moins possible, sont d'accord pour exécuter Talon et se débarrasser du problème mais Gwynn parvient à convaincre son père de libérer Talon, ce qui surprend le marshal. Garret voit un de ses camarades soldats, Kell, se transformer en Putrilent et tenter de l'agresser. Talon le sauve juste à temps. |                                               |                   |                              |                      |                            |
| 3 | Rivalités The Mistress and the Worm           | Kurt Knight       | Jason Faller & Kynan Griffin | 24 juillet 2018      | 0.64                       |
| Garret et Talon apportent le cadavre de Kell, le soldat transformé en Putrilent, à Janzo pour qu'il l'examine et comprenne l'origine de ce mal, qui semble avoir franchi les remparts. Janzo réplique que bien qu'il a des connaissances qui lui ont permis de soigner Talon, il est avant tout brasseur. Il accepte cependant la mission mais réclame d'autres cadavres de Putrilents pour poursuivre ses recherches. Bill, envoyé par Elinor suivre le Vermisseau, trafiquant de colipsum, se fait prendre et sa tête est renvoyée à Elinor, qui ne renonce pas à supplanter le Vermisseau, ce qui lui apporterait pouvoir et richesses. Garret demande à Talon de quitter l'Avant-poste de Gallwood pour ne pas mettre en danger Gwynn mais celle-ci l'invite justement chez elle et lui offre une toilette et de nouveaux vêtements, en remerciement de la mort de Magmoor. Elle lui offre également son amitié. Talon obtient un travail de serveuse dans l'auberge d'Elinor, ce qui lui permet de rechercher le second mercenaire en recherchant le tatouage au poignet des clients. Elle se fait aider de Janzo. La nuit tombée, le Lou-Kouri tue une femme et amène son corps sous la fenêtre de Talon. Wythers, qui mène l'enquête, n'a aucune idée de l'identité du meurtrier, ni même s'il est humain (il pense à un Greyskin) mais est troublé que le corps a été amené sous la fenêtre de Talon et l'interroge sur cette coïncidence. Il lui parle du message de Magmoor et lui révèle qu'il l'a transmis à Everit Dred, du Premier Ordre. Il lui demande si elle est recherchée et l'invite à quitter l'Avant-poste de Gallwood mais elle refuse. Talon va ensuite retrouver le forgeron qui lui réaffirme qu'elle seule peut renvoyer le Lou-Kouri, nommé Baphnoro, à travers le portail sur le Plateau des cendres et des ombres. Il lui révèle que les Lou-Kouri sont obligés d'obéir aux Blackbloods car leur sang noir provient de Gezzekhan, leur empereur, mais que Talon devra donner ses ordres sans peur, mais il sait qu'elle n'est pas prête. Wythers, de son côté, continue de s'interroger sur la relation entre Gwynn et Cornelius Calkussar. Talon retrouve le Lou-Kouri pendant la nuit et le suit jusque sur les remparts de la ville mais perd sa trace. Everit Dred, qui a reçu le message de Magmoor, convoque Tiberion Shek, chefs des Bones, les mercenaires qui ont tué les Blackbloods, et lui ordonne de rassembler ses hommes et d'aller à l'Avant-poste de Gallwood et d'y tuer le Blackblood survivant, même si Shek assure qu'il n'y en a pas. |                                               |                   |                              |                      |                            |
| 4 | Liaisons dangereuses Strange Bedfellows       | John Lyde         | Jason Faller & Kynan Griffin | 31 juillet 2018      | 0.61                       |
| Talon et Garret s'entraînent à l'épée et ce dernier est forcé de reconnaître que Talon est une très bonne combattante. Il est surpris quand elle lui révèle qu'elle s'est formée seule. Elle affirme alors qu'elle a toujours été plus rapide et qu'elle peut anticiper les coups de ses adversaires. En voyageant, elle a rencontré beaucoup d'hommes comme Garret et en combattant avec eux, a appris de nouvelles techniques. Talon reçoit une nouvelle invitation de Gwynn et va s'amuser avec elle. Ivres toutes les deux, elles faussent compagnie à leurs gardes chargés de les protéger. Elles sont retrouvées par Garret et Wythers au matin. Garret, furieux, demande à Talon de cesser de voir Gwynn, qu'il raccompagne. Wythers montre alors à Talon un nouveau meurtre, commis par le Lou-Kouri Baphnoro. Là encore, la victime a été tuée et son corps traîné sous la fenêtre de Talon, innocente puisqu'en compagnie de Gwynn toute la nuit. Wythers est furieux car cette série de meurtre trouble la tranquillité habituelle de la ville et cette nouvelle coïncidence le convainc de chasser Talon de la ville : elle a jusqu'au coucher du Soleil pour partir de son plein gré. Elle va voir le forgeron qui lui apprend que son peuple a banni les Lou-Kouri et qu'ils les détestent encore pour cela. Talon décide d'affronter Baphnoro même si elle n'est pas prête. Par ailleurs, Elinor a demandé à Wythers d'arrêter le Vermisseau pour le meurtre de Bill et le fait torturer pour qu'il révèle le nom de son fournisseur de colipsum, mais il refuse de coopérer. Cependant, lui et Elinor parviennent à un accord, rendu caduque lorsque Janzo découvre comment le Vermisseau communique avec ses fournisseurs : en utilisant des pigeons voyageurs. Elinor n'ayant plus besoin du Vermisseau, elle laisse Wythers l'exécuter pour le meurtre de Bill. Wythers poursuit en parallèle son enquête sur les secrets des Calkussar, déterminé à résoudre ce mystère. La nuit tombée, Talon suit la trace du Lou-Kouri et le retrouve dans un réseau souterrain. Elle ordonne au Lou-Kouri de retourner dans son monde mais il n'écoute pas et la poignarde avec sa griffe, la blessant gravement. |                                               |                   |                              |                      |                            |
| 5 | Les Vestiges du passé Bones to Pick           | John Lyde         | Jason Faller & Kynan Griffin | 7 août 2018          | 0.60                       |
| Talon, blessée, suit Baphnoro, le Lou-Kouri, mais échoue à se faire obéir, même lorsqu'elle s'exprime dans la langue des Blackbloods, qu'il semble comprendre. Elle ne peut l'empêcher de tuer sous ses yeux une nouvelle personne avant qu'il ne s'échappe. La cérémonie de crémation de Kell, hors de la ville, en présence des Calkussar avec tous ses camarades soldats laisse à Wythers et son assistant Danno l'occasion de fouiller les appartements de Gwynn. Ils ont juste le temps de forcer un compartiment secret, caché dans une armoire et d'en découvrir le contenu avant d'être surpris par Lily, domestique au service de Gwynn. Wythers tente de justifier sa présence mais Lily reste méfiante et lutte avec le marshal qui la tue accidentellement. Talon retourne chez Janzo qui la soigne à nouveau. Wythers, cependant, a compris la vérité au sujet des Calkussar : Cornelius Calkussar, connu de tous comme étant l'ancien garde du roi et traître, celui qui a ouvert les portes du palais aux hommes du Premier Ordre lors de leur prise pouvoir et reçu le poste de commandant en récompense, a sauvé la princesse Rosmund, la fille du roi, de la décapitation et l'a remplacée par sa propre fille, Gwynn. Il a donc obéit aux ordres de son roi qu'il n'a jamais trahi. Ces événements permettent donc de comprendre le suicide de sa femme qui s'est ensuivi et pourquoi Gwynn/Rosmund a autant d'influence sur lui. Wythers rend visite aux Calkussar et leur révèle qu'il a tout compris, il leur affirme également qu'il a rédigé et caché deux lettres destinées au Premier Ordre, prêtes à partir en cas de mort prématurée. Il les fait chanter pour obtenir l'exécution de Talon et remettre sa dépouille au Premier Ordre, ce qui réglerait selon lui tous les problèmes liés à l'affaire Magmoor. Gwynn/Rosmund se voit contrainte d'accepter et Talon est arrêtée (de plus, un nouveau corps est une nouvelle fois sous sa fenêtre). Au même moment, Tiberion Shek, accompagné des Bones, arrivent à l'Avant-poste en tant qu'ambassadeurs du Premier Ordre dépêchés par le Covenant. Il explique qu'il recherche le meurtrier de Magmoor et qu'il restera aussi longtemps que nécessaire. Il lui parle du message de Magmoor et affirme qu'il cherche une personne aux oreilles noires et pointues et au sang noir. Wythers éclate de rire devant cette description si éloignée du message de Magmoor et emmène Talon (qu'il sait pourtant être la personne recherchée) à son exécution. Il explique alors à Talon qu'en la tuant tout de suite (avec une guillotine), il lui fait une faveur, lui épargnant les années de torture promises par le Premier Ordre. Il n'aura qu'à remettre son corps à Shek, ce qui résoudra définitivement le problème et éloignera l'attention du Premier Ordre de l'Avant-poste. L'exécution est interrompue par Baphnoro qui cette fois obéit à Talon, devant Wythers et Garret qui vient d'arriver. Ces derniers comprennent pourquoi le Premier Ordre la recherche et la laissent alors repartir lorsqu'elle leur apprend qu'elle est la seule, dernière Blackblood, à pouvoir affronter cette créature, le mystérieux meurtrier, et qu'il y en a beaucoup d'autres mais pas ici. Talon va retrouver le forgeron qui lui rappelle à nouveau qu'il ne peut rien faire pour l'aider. Il lui apprend cependant que si tous les Blackbloods peuvent contrôler les Lou-Kouri, un seul possède le pouvoir d'ouvrir les portails inter-dimensionnels, pouvoir si secret qu'il n'existe aucune source, ce pouvoir est transmis par filiation, ce qui évoque des souvenirs à Talon. De retour à l'auberge d'Elinor, elle annonce à Garret qu'elle a l'intention de s'occuper des Bones et du Lou-Kouri. Shek rend visite au forgeron et lui révèle qu'il a compris que le forgeron, anciennement le Loup, a volontairement épargné la fillette Blackblood, treize ans auparavant. Il le blesse gravement et lui annonce qu'il révélera tout à la Blackblood avant de la tuer. Talon, de son côté, commence à tuer (avec l'aide de Garret) les Bones et les entraîne vers les égouts où le Lou-Kouri Baphnoro les tue. Shek parvient cependant à piéger le Lou-Kouri derrière une herse et affronte Talon. Il lui révèle l'identité du Loup et lui affirme que le véritable commanditaire du massacre est l'Ambassadeur Everit Dred. Talon parvient à le tuer. |                                               |                   |                              |                      |                            |
| 6 | Le Livre des noms The Book of Names           | John Lyde         | Jason Faller & Kynan Griffin | 21 août 2018         | 0.56                       |
| Talon libère Baphnoro et remarque une cicatrice à son bras : c'est lui qui a intercepté la flèche du Loup à l'époque, ce qui lui rappelle un souvenir et elle comprend comment rouvrir le portail. Elle y renvoie le démon et retourne voir le forgeron agonisant. Il lui confirme qu'il est bien un Bones (Talon remarque le tatouage) et que c'est bien l'apparition du Lou-Kouri qui l'a changé. Il lui offre une épée avec la prophétie gravée dessus et lui fait promettre de retrouver le Livre des noms et la met en garde : le Dragman va la trouver. Il n'a pas le temps de fournir plus d'explications et meurt. Pendant ce temps, l'Ambassadeur Everit Dred rend visite à Karric Unger, ancien membre du temple du sanctuaire du col de Cadrian et lui annonce qu'il cherche le Vex Rezicon, soit le Livre des noms. Karric Unger répond que c'était il y a longtemps, qu'il a désormais une famille et que de toute façon, il ne l'a jamais vu, car le Livre était gardé par les anciens, désormais tous morts, massacrés par les Greyskins, il reste le dernier survivant. Devant son manque évident de coopération, Dred menace sa famille jusqu'à ce qu'il révèle qu'il se trouve à l'intérieur de l'autel de feu. Dred, accompagnée d'une fillette capable de déceler si on ment autour d'elle, le croit et tue sa famille avant de le tuer lui aussi. Talon qui recherche le Livre des noms dans la bibliothèque du forgeron comprend qu'elle ne pourra pas, ne comprenant pas la langue utilisée. Janzo qui l'a entre-temps rejointe reconnait la langue, le Yindrian, et lui révèle qu'il la maîtrise (comme une douzaine d'autres selon lui). Il lui apprend également que le Premier Ordre a exterminé tous les locuteurs de cette langue simplement parce que la plupart des anciennes prophéties ayant été rédigées dans leur langues, ils sont désormais les seuls à pouvoir les interpréter à leur guise. Talon demande à Janzo de traduire et va enterrer elle même le forgeron. Elle est ensuite convoquée par Gwynn qui tente de justifier pourquoi elle a voulu tuer Talon, elle lui révèle son identité, Rosmund fille du roi Ranulf, et lui demande son aide pour renverser le Premier Ordre. Elle veut obtenir l'aide d'une armée de démons mais Talon lui répond qu'elle a renvoyé Baphnoro et que c'est le seul démon qu'elle peut amener, car c'est le seul dont elle connait le nom, transmis par le forgeron, désormais décédé. Elle comprend alors ce qu'est le Livre des noms : une liste de tous les noms de démons et va en faire part à Janzo, qui de son côté est arrivé à la même conclusion. Elle semble alors réticente à vouloir le trouver mais Janzo lui rappelle sa promesse et lui fait remarquer que trouver le Livre ne signifie pas s'en servir. Il est cependant inquiet de l'histoire du Dragman, mot qu'il juge trop proche du mot Yindrian signifiant « mort ». Cependant, en échange de sa traduction, il lui demande un service : l'accompagner et le protéger lors d'un voyage. En effet, la réponse des fournisseurs de colipsum est arrivée : il faut se rendre à Gallows Rock (Pierre de Potence), dans la montagne, avec l'or. Elinor, jugeant Munt pas assez malin, a choisi son autre fils Janzo pour cette mission. Une fois en chemin, Talon reste méfiante. Pendant ce temps, Gwynn/Rosmund et Cornelius Calkussar décident d'aller au camp d'entraînement militaire présenter à l'armée qu'ils forment la véritable identité de Gwynn. Sur le chemin, ils tombent sur une patrouille du Premier Ordre venue réclamer une livraison d'armes en retard. Ne pouvant s'en séparer (pour leur future rébellion), ils les tuent. Une fois au campement, Garret et les Calkussar rappellent aux soldats le mal que leur a fait subir le Premier Ordre, à eux et leurs proches, pire que les Greyskins, et présentent la reine. Elle est reconnue par d'anciens habitants de la capitale, employés du palais, qui avaient également connu sa mère, la reine Annessandra. L'armée rejoint sa cause. De son côté, Everit Dred, convoque une guerrière, Essa, et la paye pour qu'elle se rende au temple de Maer-Nokh pour détruire le Livre des noms et tuer tous ceux qui tenteraient de l'en empêcher. |                                               |                   |                              |                      |                            |
| 7 | Loyauté vacillante The Colipsum Conundrum     | Kynan Griffin     | Jason Faller & Kynan Griffin | 28 août 2018         | 0.64                       |
| Le corps de Lily, servante de Gwynn tuée par Wythers, est retrouvé dans un potager par ses propriétaire. Le marshal est chargé de l'enquête mais Gwynn comprend aussitôt qu'il est coupable, même si Garret reste persuadé du contraire. Ne pouvant pas l'exécuter en raison de ses lettres destinées au Premier Ordre et prêtes à partir, elle le fait enfermer dans la mine avec les prisonniers, lui rappelant que c'est ainsi que son second fils est mort, envoyé dans cette mine par Wythers (seulement pour une journée, pour un vol, mais battu à mort par les autres prisonniers). Il y est d'ailleurs reconnu par les autres prisonniers et battu mais une personne, nommée Sill, le soigne, ayant pour mission de le maintenir en vie. Pendant ce temps, Talon et Janzo atteignent leur destination mais Talon juge l'endroit parfait pour une embuscade. Ils décident alors de se cacher et d'attendre l'arrivée de leurs fournisseurs de colipsum. Ils sont encore plus surpris quand ils les aperçoivent : ce sont des Greyskins, pourtant ennemis de l'humanité. Talon envisage de renoncer mais Janzo lui rappelle que s'il ne ramène rien, il sera sévèrement puni. Ils décident, avec précaution, de poursuivre la transaction qui se révèle étrange : les Greyskins ne parlent pas leur langue et leur cèdent plus de colipsum qu'ils ne peuvent en payer. Talon juge la situation trop facile et conseille de partir rapidement. Pendant ce temps, au campement militaire, trois soldat, loyaux envers le Premier Ordre, décident d'envoyer l'un d'entre eux alerter sur les derniers événements. L'un d'entre eux tente de sortir discrètement mais se fait capturer. Il est torturé mais refuse de dénoncer ses complices. Gwynn/Rosmund, prévenue, décide de faire cesser l'interrogatoire brutal, pour ne pas se placer au même niveau que le Premier Ordre. Elle fait cependant exécuter le soldat pour déloyauté et désertion mais libère les autres, complices présumés, et les renvoie au campement raconter ce qu'ils ont vu. Plus tard, au campement, des Putrilents prisonniers parviennent à s'échapper et sèment le chaos. Au cours de la bataille, Garret est piqué. Il va alors chez Janzo et se menotte lui-même pour se neutraliser. Sa disparition est signalée mais le nouveau marshal, Higgs, ne parvient qu'à comprendre qu'il est rentré en ville. Selon la demande de Gwynn, des patrouilles sont chargées de le retrouver. Sur le chemin du retour, Talon et Janzo continuent la traduction et trouvent une mention du Vex Rezicon, le Livre des noms, mais sans autre information. La nuit, Talon est réveillée par une voix provenant d'un portail inter-dimensionnel : « Le Dragman arrive, plus beaucoup de temps. Le Dragman arrive. ». Plus tard, ils sont attaqués par un loup osseux, énorme créature recouverte de piquants, mais Janzo parvient à l'effrayer. Pendant ce temps, Everit Dred a reçu un message de l'Avant-poste de Gallwood l'informant que les Bones sont morts mais que Shek cherchait une femme. Comme Calkussar n'a pas remis les cargaisons d'armes et ne semble pas réagir à la présence de la Blackblood, Dred annonce qu'il va se rendre à l'Avant-poste avec une centaine de gardes du Covenant pour le remplacer et tuer lui-même la Blackblood. |                                               |                   |                              |                      |                            |
| 8 | Bienvenue chez les Greyskins Beyond the Wall  | Clare Neiderpruem | Jason Faller & Kynan Griffin | 11 septembre 2018    | 0.65                       |
| Talon et Janzo reviennent à l'Avant-poste de Gallwood avec le colipsum et soudoient le marshal Higgs pour passer sans problèmes. Elinor le félicite, surtout quand elle apprend quelle quantité ils rapportent et se soucie peu de savoir que ce sont les Greyskins qui tiennent ce commerce. Talon et Janzo retrouvent Garret, toujours menotté, qui leur explique sa mésaventure. Il n'y a pas d'antidote au venin de Putrilent mais une personne sur treize parvient à ne pas se transformer. Garret demande à voir Gwynn avant la fin et fait promettre à Talon de le tuer. Pendant ce temps, au fond de la mine, Wythers repère un courant d'air et le suit pour se retrouver devant un grand mur/barrage donnant sur le vide. Il est empêché de se suicider par Sill. Gwynn fait ses adieux à Garret tandis que Janzo tente de le sauver en lui faisant boire du poison pour rats entre autres expériences. Gwynn convoque ensuite Danno, rendu muet pour s'être opposé au Premier Ordre, et lui demande où sont les lettres de Wythers qu'il nie posséder. Talon, de son côté, a trouvé l'emplacement du Livre des noms, localisé au temple de Maer-Nokh mais ils comprennent tous deux que c'est désormais en plein territoire Greyskin, donc que c'est une zone dangereuse mais que le livre y est probablement encore, les Greyskins ne trouvant aucun intérêt aux livres. Talon se décide à y aller, suivie par Garret qui n'a plus que quelques jours et par Janzo. Ils doivent passer par les remparts, côté territoire Greyskin, car il n'y a évidemment pas de porte à cet endroit, l'Avant-poste de Gallwood étant construit pour surveiller et défendre la frontière. Gwynn retrouve Garret et le laisse partir. La muraille, de ce côté, est beaucoup plus haute et Janzo leur apprend qu'elle était là avant l'arrivée des humains dans la région et qu'on ne sait pas qui l'a construite. En chemin, ils sont attirés dans un piège Greyskin et s'en sortent de justesse. Pendant ce temps, Essa, envoyée par Dred, se dirige vers le même objectif qu'eux et n'hésite pas à chasser les Greyskins pour s'en nourrir. Dred, quant à lui, arrive à l'Avant-poste de Gallwood accompagné de la fillette et de deux cent cavaliers du Covenant. Cornelius Calkussar, prévenu, demande à Gwynn/Rosmund de se cacher et tente de préserver sa couverture devant Dred en lui ouvrant les portes de la ville et en l'accueillant avec bienveillance, ce qui n'a aucun effet car Dred le tue sur le champ, prend le contrôle de la ville et fait rechercher Gwynn, morte ou vive, et la Blackblood. Gwynn assiste à toute la scène depuis une fenêtre. |                                               |                   |                              |                      |                            |
| 9 | La Quête du livre The Vex Rezicon             | Jason Faller      | Jason Faller & Kynan Griffin | 25 septembre 2018    | 0.60                       |
| Toujours en quête du Livre des noms, Talon, Janzo et Garret font halte. Janzo exprime sa confusion car Garret n'est pas encore métamorphosé en Putrilent, ce qui prend rarement plus de six jours mais qu'en quatre jours (soit la durée depuis la piqûre de Garret), la plupart sont déjà transformés. Souffrant de la soif (la rivière qu'ils suivent est asséchée), ils s'approchent d'un lac, curieusement désert, et ont le temps de boire et s'asperger d'eau avant d'en comprendre la raison : le plan d'eau est peuplé de Teraprock, énormes créatures pourvues de tentacules qui les attaquent. Ils parviennent à s'en défaire et fuient. Ils tombent peu après dans une embuscade et sont capturés par les Greyskins. Au même moment, Essa atteint le temple de Maer-Nokh qui est une grotte aménagée, jonchée de squelettes humains, tués par les Greyskins, trouve le Livre, caché dans l'autel (qui ne s'ouvre qu'avec du feu), arrache une page et brûle le reste. Les trois voyageurs se retrouvent attachés par les Greyskins qui s'apprêtent à les manger mais Garret, infecté, se voit plutôt proposer du colipsum à la place. Devant la situation, Talon rappelle le Lou-Kouri Baphnoro, lui demande de la détacher et de tuer leurs adversaires. Ils en profitent pour fuir et assistent à la mise à mort du Lou-Kouri, ce qui attriste Talon. Ils aperçoivent cependant leur destination. En arrivant sur place, ils constatent que le livre a été brûlé très récemment, ce qui n'est évidemment pas une coïncidence. Ils s'interrogent sur ce livre, ridiculement fragile, alors que protégé dans ce sanctuaire. C'est à ce moment que Talon découvre une statuette cachée dans la reliure. Tous comprennent que le livre papier n'est qu'un leurre mais une question subsiste : si la statuette est le véritable Livre des noms, comment le lire ? Sur le chemin du retour, ils s'interrogent sur les motivations du Premier Ordre. Celui-ci semble s'être donné beaucoup de mal pour retrouver et tenter de détruire le livre alors qu'il aurait simplement pu s'en emparer puis Talon rappelle qu'elle seule, en tant que Blackblood, peut s'en servir, sans elle, il n'a aucune valeur. Ils comprennent alors que le Premier Ordre va aussi retenter d'éliminer Talon et puisque les mercenaires Bones ont été battus, l'armée est très probablement la prochaine étape. Et en effet, pendant ce temps, l'armée de Dred commence à couper les paumes de chaque femme pour vérifier la couleur de leur sang, tout en recherchant toujours Gwynn Calkussar. En fouillant ses appartements, Dred tombe sur ses insignes royaux et la cherche avec plus d'ardeur encore. Celle-ci fuit dans le réseau d'égouts en compagnie de sa nouvelle servante, Naya, qui la laisse dans une pièce afin de chercher Danno. Elle rejoint en fait Dred et la trahit, étant espionne à son service depuis tout le temps, sa famille étant otage de Dred. Cependant, Gwynn est rattrapée par Wythers et Danno qui la conduisent à la mine et lui révèlent qu'ils sont de son côté. Ils la font évader par un passage de contrebande avec l'aide de Sill et retournent ensuite à l'Auberge de la Belladone où Dred a commencé à ré-appliquer la loi stricte du Premier Ordre (pas de jeux, de prostitution, mise en pièces de toutes bouteilles d'alcool…). Ils tuent les gardes et rassemblent une petite foule avec Elinor pour combattre les autres par surprise en pleine nuit. Cependant, Naya prévient Dred qui a le temps de monter une embuscade. Elinor, Munt et Wythers sont touchés par des flèches. |                                               |                   |                              |                      |                            |
| 10 | L'Assaut final The Dragman is Coming          | Jason Faller      | Jason Faller & Kynan Griffin | 2 octobre 2018       | 0.59                       |
| Sur le chemin du retour vers l'Avant-poste de Gallwood, Talon, Janzo et Garret tombent sur des Putrilents attachés par les Greyskins et entourés d'un essaim de mouches. Ils sont pratiquement recouverts d'une poudre verte qu'ils comprennent être des œufs de mouches mais reconnaissent le colipsum. Janzo découvre alors comment le mal des Putrilents fonctionne : il s'agit d'une espèce parasite dont les femelles sont les mouches et les mâles sont l'étrange organisme présent dans la gorge. Si un humain consomme du colipsum, il aura les œufs dans le sang et s'il se fait piquer par un Putrilent, le venin fertilisera les œufs, ce qui donnera l'organisme mâle dans sa gorge et de nouveaux œufs de mouche (il a déjà vu des protubérances remplies de mouches sur les cadavres qu'il a étudiés). Garret ne consommant pas de colipsum, il ne se transformera pas. Tous comprennent alors que l'installation est une « ferme à colipsum » gérée par les Greyskins qui en introduisent chez les humains pour les détruire : le colipsum est une arme. Janzo culpabilise d'en avoir ramené autant à la ville mais tous conviennent que maintenant, ils peuvent enrayer l'épidémie. Ils repartent vite à l'Avant-poste et se font capturer par Dred une fois là-bas. Il identifie rapidement Talon comme Blackblood et l'enferme mais elle a le temps de cacher le Livre des noms à son insu. Il lui montre une feuille et lui ordonne d'invoquer un démon tout en lui précisant que cela ne sera pas suffisant pour le tuer. Comme elle refuse, il la conduit en place publique sur une potence qui accueille ses amis mais aussi Elinor, Munt et Wythers. Elle doit révéler que la prophétie est vraie en révélant à tous le démon. Devant la menace, elle cède mais invoque Baphnoro, mort. Il ne se passe donc rien. Dred laisse donc le marshal Higgs lire la sentence. Cependant, Gwynn revient avec son armée, arborant des couleurs jaunes et des emblèmes distinctifs, qui se font ouvrir les portes par des soldats masqués. Ceux-ci engagent le combat sur la place et l'un des hommes en rouge, qui se révèle être Raelius, un ami de Garret, libère Talon avant d'être tué. Dred tente de fuir mais Talon le rattrape et le vainc. Elle veut le tuer sur place mais Gwynn l'en empêche, préférant un procès public, légal. L'Avant-poste de Gallwood étant repris, tous se rassemblent sur la place et Gwynn rend justice et condamne Dred à mort pour ses crimes. Il doit être exécuté au matin. Garret est nommé commandant de l'Avant-poste et Wythers récupère son poste de marshal. Il va aussitôt dans ses bureaux où il surprend Higgs en train de voler le produit des taxes, salaire de la garde. Celui-ci tente de fuir et abat Danno avant d'être tué. Janzo apprend à Elinor comment fabriquer du colipsum et lui parle du complot Greyskin. Son enthousiasme convainc alors Janzo de se rebeller et de brûler la drogue. Elinor envoie alors, plus tard, un nouveau message aux Greyskins réclamant plus de colipsum. Plus tard, Janzo découvre un nouvel indice dans un livre et comprend que le Livre des noms doit être placé dans le feu et des voix incompréhensibles se font entendre, ce que confirme la source : seul le Dragman peut les comprendre. Naya fait évader Dred qui ne peut s'empêcher de tenter une fois de plus de tuer Talon, qu'il surprend avec Janzo. Celui-ci le brûle au visage avec un fer rouge et se fait poignarder en retour. Talon préfère le sauver plutôt que de poursuivre Dred. Celui-ci rejoint Essa qui réclame son paiement mais il ne peut lui fournir maintenant. Garret rassemble des hommes et s'élancent à la poursuite de Dred. La fillette qui accompagnait Dred rend visite à Talon et commence à retranscrire les noms du Livre : elle est le Dragman. |                                               |                   |                              |                      |                            |

### Deuxième saison (2019)
Elle est diffusée depuis le 11 juillet 2019.
| No. globale | No. saison | Titre                                                           | Réalisation       | Scénario                     | Diffusion américaine | Téléspectateurs américains |
| --- | ---------- | --------------------------------------------------------------- | ----------------- | ---------------------------- | -------------------- | -------------------------- |
| 11 | 1          | On ne tue que pour survivre We Only Kill to Survive             | Marc Roskin       | Jason Faller & Kynan Griffin | 11 juillet 2019      | 0.61                       |
| Deux semaines après la rébellion de l'Avant-poste de Gallwood, Garret, nouveau commandant de la ville, et ses hommes rattrapent Dred dans la forteresse ruinée de Dun-Ebdin. Elle a été détruite peu de temps après la prise de pouvoir du Premier Ordre. Lord Ebdin ayant refusé de se soumettre au nouveau pouvoir, toute la population de sa forteresse a été massacrée, ainsi qu'Ebdin, son corps étant exposé à la vue de tous, un panneau « Traître » étant encore lisible. Ce sort préfigure celui de l'Avant-poste de Gallwood si la troupe de Garret n'intercepte pas Dred avant son arrivée à la capitale mais ils se font tous tuer dans les ruines par Dred et Essa. Un seul soldat parvient à s'échapper pour avertir Gwynn. Pendant ce temps, Talon tente d'obtenir la liste des noms du Vex Rezicon mais le Dragman ne lui fournit qu'un seul nom et reste obstinément muette. Talon comprend que le Dragman tient à ce qu'elle invoque ce Lou-Kouri en premier et s'exécute. Le portail s'ouvre et un Lou-Kouri arrive. À sa grande surprise, il est accompagné d'une femme Blackblood, Rebb, qui lui affirme qu'Ekkundi (le Lou-Kouri) est à elle. Son tatouage rappelle alors à Talon un autre souvenir pénible : peu après le massacre de son village, elle avait été recueillie par une famille humaine (et avait coupé ses oreilles). Les humains l'avaient élevée et lui avaient appris au détour d'une chasse au Remmick qu'on « ne tue que pour survivre ». Cependant, ils ont été massacrés par un soldat Blackblood tatoué, Varlek, qui a agressé Talon pour récupérer l'Asterkinj. Celle-ci l'a alors tué. Aujourd'hui, elle comprend que l'Asterkinj est une créature présente dans sa tête qui lui offre la possibilité d'ouvrir les portails. Rebb, lorsqu'elle apprend que Varlek, son frère, est mort, agresse Talon et l'assomme. Janzo, de son côté, a reçu l'ordre de la reine de trouver un antidote au mal des Putrilents. En effet, bien que la consommation de colipsum est désormais rigoureusement interdite par la reine, il n'a jamais été aussi populaire et est d'autant plus abondant qu'Elinor le fabrique elle-même, se passant des Greyskins, ayant créé une ferme à colipsum en subtilisant autant de cadavres de Putrilents qu'elle peut puis en en distribuant le produit dans tout le royaume. Elle recrute même un nouveau « frère » à Munt : Brogan. En parallèle, Gwynn/Rosmund s'interroge toujours sur l'identité du traître/espion qui a libéré Dred (ignorant que c'est sa servante Naya). Talon est ensuite convoquée par la reine et la met au courant des derniers événements : la Blackblood qui l'a agressée a essayé de lui dérober son pouvoir mais, ayant échoué, elle a kidnappé le Dragman. Elle lui a appris qu'il reste des centaines de Blackbloods sur le Plateau des cendres, avec leurs Lou-Kouri. Lorsque Gwynn apprend la mort de Garret, elle est effondrée. Tous comprennent que Dred a pu avertir les Trois à la capitale et qu'une guerre se prépare. Elle laisse cependant Wythers partir ramener le corps de son fils. Gwynn comprend aussi qu'en ne pouvant aligner seulement 3000 soldats mal entraînés et mal équipés, ils n'ont pas l'avantage, et elle décide de tenter de rallier les anciens barons dépouillés de leurs terres et titres par le Premier Ordre, et désormais gouverneurs régionaux. Rebb discute hors des murs avec le Dragman qui lui apprend que son don est transmis de mère en fille. Rebb annonce que son peuple est bloqué sur le Plateau des cendres (où le temps ne s'écoule pas à la même vitesse puisqu'elle annonce qu'elle a connu l'arrière grand-mère du Dragman, 300 ans plutôt) et qu'elle a bien l'intention de le faire revenir et qu'elle contraindra Talon à lui remettre l'Asterkinj volontairement, douloureusement si nécessaire. |            |                                                                 |                   |                              |                      |                            |
| 12 | 2          | Une ville des plus étranges This Is One Strange Town            | Marc Roskin       | Jason Faller & Kynan Griffin | 18 juillet 2019      | 0.54                       |
| À l'Avant-poste de Gallwood, Talon reçoit la visite de Rebb qui tente de la convaincre à nouveau de lui remettre l'Asterkinj. Elle lui explique que son peuple n'a pas été banni mais trahi par les siens au cours d'une ancienne guerre contre les humains : les Blackbloods avec leurs Lou-Kouri avaient décidé d'entrer volontairement dans ce monde, le Plateau des cendres, pendant que l'un des leurs s'infiltrerait dans le camp ennemi pour y rouvrir le portail, ce qui leur aurait apporté la victoire. Cependant, puisque le clan de Talon (possédant l'Asterkinj) n'a jamais rouvert le portail, les autres sont toujours bloqués de l'autre côté. Elle affirme que seul un Blackblood au sang pur (elle donc) doit pouvoir utiliser l'Asterkinj et que de toute façon il doit lui revenir. La prophétie, d'après elle, ne fait pas non plus référence à Talon, les vrais ennemis étant toujours, d'après elle, les humains. Comme Talon reste méfiante (elle veut pouvoir récupérer les noms et les libérer elle-même), Rebb lui donne deux jours, elle rencontrera le Dragman à ce moment-là. Gwynn remarque à quel point leur situation est désespérée : aucun baron, gouverneur ou autre n'a répondu favorablement à sa requête, seule une poignée n'a pas encore répondu. Par ailleurs, le désordre règne dans la ville, les fortifications sont délaissées (les portes restent grandes ouvertes à la nuit tombée), le colipsum toujours plus répandu (Janzo ne trouvant pas de remède contre les Putrilents), la garde indisciplinée et épuisée. Un nouveau commandant doit être nommé mais aucun n'est suffisamment qualifié pour remplacer Garret. Par ailleurs, elle ne connaît toujours pas l'identité du traître et comme Wythers est parti, elle charge Naya de l'enquête. Finalement, une armée se présente à l'Avant-poste, hissant des bannières distinctes de celles du Premier Ordre (une infraction punie de mort) : il s'agit de la baronnie de Rovannus d'Aegisford, récemment remplacé par son fils Tobin. Celui-ci se fait ouvrir les porte et affirme se mettre au service de la reine, avec son armée, en échange d'une seule demande, un mariage (en union libre) : il veut que son héritier soit roi et précise bien que le poste de consort lui convient. Il laisse trois jours de réflexion puis se retire à l'Auberge de la Belladone. Là, Elinor reconnait sa sœur Gertrusha ainsi que ses deux fils, Munt et Janzo. Elle est devenue conseillère du baron, ce qui rend jalouse sa sœur, décidée à s'enrichir davantage, même si sa réussite reste clandestine et même si l'épidémie de Putrilents s'aggrave. Gwynn, qui a remarqué les sentiments de Janzo envers Talon, ordonne à Naya de l'aider pour rendre ceux de Talon réciproques. Elle pense ainsi améliorer le moral de ses alliés. À l'auberge, le baron Tobin s'enivre et réussit à provoquer Talon et reçoit quelques coups au passage. Talon se convainc de remettre l'Asterkinj à Rebb, la prophétie faisant référence à un Blackblood et elle n'en est pas le dernier membre. Janzo lui fait remarquer que dans ce cas, ceux qui seront battus sont les humains, pas le Premier Ordre mais Talon réplique que la prophétie ne parle que de soumission, pas de meurtre. Dans les ruines de Dun-Ebdin, Wythers retrouve les corps des camarades de Garret sauf lui, est-il encore en vie ? |            |                                                                 |                   |                              |                      |                            |
| 13 | 3          | Un lac couleur saphir Not in This Kingdom                       | Marc Roskin       | Jason Faller & Kynan Griffin | 25 juillet 2019      | 0.52                       |
| Dred se présente aux Trois, triumvirat dirigeant le Premier Ordre. Ce sont deux hommes et une femme à la peau grise et dotés de pouvoirs psychiques. Courroucés car Dred a été incapable de tuer la reine et la Blackblood, ils s'en servent pour le torturer et le condamnent à la prison à vie. Dred a quand même le temps de présenter Garret, blessé mais toujours en vie, comme un atout à exploiter. Talon va rencontrer Rebb et lui explique que si les Blackbloods et leurs Lou-Kouri se mettent au service de la reine et écrasent le Premier Ordre, ils recevront des terres. Toutes deux pourront donc libérer leur peuple. Talon accepte de céder l'Asterkinj mais un signe de tête du Dragman l'arrête. Elle assomme alors Rebb et récupère la fillette. Plus tard, celle-ci affirme que le nom du Lou-Kouri (qui a ramené Rebb) lui a été transmis par sa mère, qui le tenait de sa mère également. Elle a donc suivi Dred uniquement pour trouver l'Élu. Lorsque la seconde Blackblood est apparue, elle ne savait plus qui était l'Élu mais a décelé le mensonge dans l'esprit de Rebb. Cependant, grâce à l'échange avec Talon, Rebb de Norebben propose d'offrir ses services à la reine en affirmant qu'elle connaît tout le monde de l'autre côté. Elle ajoute que Talon n'est pas l'Élue car elle est moins puissante que Rebb. Elle demande donc à la reine de convaincre Talon de lui céder l'Asterkinj. Gwynn convoque alors son amie qui refuse et lui fait remarquer que faire stationner des démons près de la ville n'est pas une bonne idée. Elle lui fait également part de ses doutes sur la sincérité de Rebb. Gwynn se range à sa décision. Rebb retrouve le Dragman dans le laboratoire de Janzo et la tue. Elle brûle ensuite tous les noms mais un seul semble subsister : Talon et Janzo ne savent pas s'il a été caché par Rebb ou la fillette et hésitent à s'en servir. Pendant ce temps, Garret se réveille, soigné par Sana, guérisseuse du Premier Ordre. Elle semble attirée par lui et fait tout pour lui éviter les tortures de la part du Tourmenteur, un bourreau, qui semble en profiter dès que possible. Sana lui révèle que Garret lui rappelle son défunt mari, sauvagement tué par une Blackblood. Selon elle, le seul responsable du massacre de ce peuple est Dred, avec ses mercenaires. Le Premier Ordre serait innocent et c'est pourquoi Dred est désormais en cellule, déchu. Elle affirme qu'elle a tellement peur que Garret perde la vie qu'elle a envoyé un message à l'usurpatrice (ce qui est une trahison) pour qu'elle récupère son commandant mais que Gwynn lui a simplement répondu qu'elle l'a déjà remplacé. Plus tard, Garret est battu à mort par le Tourmenteur qui doit se présenter avec Sana devant les Trois pour expliquer cet échec. Ils expliquent alors que Garret est très fort mais que le conditionnement positif (avec Sana) et le négatif (avec le Tourmenteur) portent leur fruit (on apprend qu'ils sont mariés ensemble). Garret sera bientôt à leur service, avant que l'armée prévue pour attaquer l'Avant-poste de Gallwood (prête d'ici cinq jours) ne soit nécessaire. Les Trois utilisent alors leurs pouvoirs pour re-générer Garret. |            |                                                                 |                   |                              |                      |                            |
| 14 | 4          | L'Implacable vérité Regarding the Matter of Garret Spears       | Jonathan Glassner | Jason Faller & Kynan Griffin | 1er août 2019        | 0.65                       |
| Garret, retenu en cellule, retrouve Dred qui semble en vouloir aux Trois. Il estime avoir fait son devoir en massacrant les Blackbloods sans autorisation et apprend à Garret que la « vraie Rosmund » ressemble beaucoup à Gwynn Calkussar mais qu'elle était défigurée par un cheval, ce qui instille le doute dans l'esprit de Garret. Celui-ci est emmené peu après pour être soigné par Sana tandis que Dred gagne le droit d'obtenir une cellule plus grande en échange de ses mensonges. Garret, de son côté, commence à douter et exige de voir la lettre écrite par Gwynn/Rosmund l'abandonnant à son sort. Sana lui montre alors un faux, particulièrement réussi car Garret s'effondre. Ayant appris que sa chambre est l'ancienne suite royale repeinte, il re-découvre les anciens portraits dont l'un montre bel et bien une Rosmund défigurée, ce qui achève de le convertir : il est persuadé d'avoir vécu toute sa vie dans le mensonge et offre son allégeance aux Trois. À l'Avant-poste de Gallwood, Talon tente de mémoriser le dernier nom de démon qui lui reste et repousse violemment les avances de Janzo. Pendant ce temps, Tobin tente à nouveau de séduire Gwynn/Rosmund mais se fait rejeter aussi. Cela surprend sa conseillère Gertrusha qui retrouve sa sœur Elinor à son auberge pour tenter de lui soutirer des informations. Cependant, Elinor qui éprouve du ressentiment contre sa sœur refuse de l'aider. Plus tard, Rebb prend en otage Gwynn dans la salle du trône et massacre tous les gardes avec son Lou-Kouri : elle exige que Talon se soumette à sa volonté. Celle-ci, prévenue, se décide malgré ses doutes à invoquer le dernier nom de démon. Comme prévu, un Lou-Kouri et un Blackblood arrivent. Celui-ci, après un bref combat, lui apprend qu'il est ennemi de Rebb et que les Blackbloods sont divisés en deux camps : les Black Fist, radicaux qui veulent exterminer les humains et le sien, qui pensent un paix possible. Tous comprennent pourquoi Rebb a tué le Dragman : elle peut ainsi choisir qui ramener et abandonner tous les autres. Talon le convainc alors de céder le contrôle de son Lou-Kouri (nommé Vikka) via une bague pour libérer la reine. Elle combat alors Rebb et la tue pendant que le second Blackblood abat d'une flèche le Lou-Kouri Ekkundi, engagé contre Vikka. Talon rend le contrôle du Lou-Kouri à son propriétaire, qui l'envoie chasser dans la forêt, et va discuter avec lui pour le mettre au courant de la situation actuelle du royaume, sans toutefois lui accorder une confiance totale. |            |                                                                 |                   |                              |                      |                            |
| 15 | 5          | La Lame des trois The Blade of The Three                        | Orsi Nagypal      | Jason Faller & Kynan Griffin | 8 août 2019          | 0.63                       |
| À la suite de sa prise d'otage par Rebb, Gwynn n'a plus aucune confiance envers les Blackbloods vivant de l'autre côté du portail. Elle charge donc Talon de renvoyer Zed et son Lou-Kouri Vikka dans l'autre monde, malgré les protestations de Talon, qui veut en apprendre plus sur son peuple (elle apprend par exemple que les Blackbloods guérissent plus rapidement que les humains). Elle décide de désobéir et de cacher Zed chez elle (les anciens appartements du forgeron). Pendant ce temps, Gwynn écoute les doléances de son peuple : la faim menace et les armes manquent. Par ailleurs, comme elle refuse d'employer des esclaves et des prisonniers comme au temps du Premier Ordre, l'exploitation des mines et le forgeage des armes ont cessé. Le trésor étant épuisé, Gwynn ne peut pas non plus employer des travailleurs libres. Elle décide alors d'ouvrir les réserves de nourriture pour faire face au plus urgent mais, plus tard, refuse quand même le mariage avec le baron Tobin, qu'elle renvoie avec son armée. Quand sa conseillère Gertrusha l'apprend, elle décide de former convenablement le baron pour infléchir la position de la reine. Pendant ce temps, Elinor convainc la reine d'accepter son or (tout en ayant conscience qu'il est d'origine criminelle) en échange d'un poste de conseillère et de trésorier. Elle délègue alors à Janzo la gestion de l'auberge de la Belladone. Celui-ci poursuit en parallèle ses recherches sur les Putrilents et se retrouve confronté aux avances de Naya. Il apprend également que Talon a désobéi à Gwynn mais ne la dénonce pas. Pendant ce temps, Zed, en fouillant la bibliothèque accumulée par le forgeron au cours des ans, trouve un dessin de ce qu'il explique à Talon être une clé donnant accès à un pouvoir pouvant résoudre à la fois les problèmes des Blackbloods et de la reine. Talon reconnait l'objet que lui avait donné le Dragman mais prétend ne l'avoir jamais vu. Plus tard, Tobin, guidé par Gertrusha, revient s'excuser auprès de la reine et lui cède sans contreparties son armée. Pendant ce temps, Wythers parvient à la capitale où il retrouve son fils Garret mais celui-ci, complètement reconditionné, refuse de rentrer à l'Avant-poste de Gallwood et le fait arrêter. Plus tard, il se présente devant les Trois et sur leur ordre, tue son père. Il achève ainsi sa conversion et acquiert un nouveau nom : la Lame des Trois. Sa mission est de tuer Talon et de kidnapper la fausse reine. Il accepte. |            |                                                                 |                   |                              |                      |                            |
| 16 | 6          | Pour le bonheur de la reine Because She's Worth It              | Orsi Nagypal      | Jason Faller & Kynan Griffin | 15 août 2019         | 0.60                       |
| Gwynn, désormais assistée par Elinor, est confrontée à de nouveaux problèmes à l'Avant-poste de Gallwood. Les travailleurs des mines exigent plus d'argent et se mettent en grève. De nombreux animaux sont retrouvés morts et la reine comprend que Talon lui a désobéi. Elle envoie ses hommes capturer Zed pour le jeter en prison le temps de retrouver Talon. Leur rencontre est tendue : Gwynn exige que Zed et son Lou-Kouri Vikka soient bannis même si Talon lui rappelle qu'ils lui ont sauvé la vie, ce à quoi la reine répond que ce sont les Blackbloods qui la mettent en danger et qu'ils doivent rentrer « chez eux », commentaire qui blesse Talon qui menace alors de laisser Vikka dans la forêt tuer à sa guise. Finalement, les deux femmes parviennent à un accord : Vikka sera renvoyé mais Zed pourra rester. Celui-ci est réticent à laisser son Lou-Kouri dans un monde inhospitalier et ne comprend pas la confiance de Talon envers une humaine. Comme Talon a besoin de ses connaissances et lui de ses capacités, ils acceptent de collaborer et Vikka est renvoyé. Auparavant, Zed avait fouillé les appartements de Talon et mis la main sur la clé remise par le Dragman, ce qui l'avait choqué : Talon prétendait ne l'avoir jamais vue. Malgré la confiance écornée par cette affaire pour les deux Blackbloods, Talon explique comment elle est venue à l'obtenir et Zed lui donne ses maigres connaissances qui semblent cependant relever de la légende puisqu'elles évoquent « un mur de pierres et des étoiles ». Il remarque en outre qu'il manque une partie : une grosse pierre représentée sur l'illustration du forgeron mais absente. Talon reconnaît alors la pierre que Varlek, le frère de Rebb, portait au tour du cou. Elinor, chargée par la reine de gérer le conflit avec les mineurs, résout le problème de manière radicale : comprenant que le contremaître est corrompu, elle le fait piquer par un Putrilent. Plus tard, la productivité de la mine ayant beaucoup augmenté, elle embauche des travailleurs supplémentaires pour y rouvrir un autre niveau. Elle contrôle également le forgeage des nouvelles armes. Afin que la reine puisse commencer à la rembourser, elle nomme son fils Munt percepteur d'impôts du royaume. Pendant ce temps, Gertrusha guide fermement le baron Tobin pour obtenir le mariage : elle lui interdit notamment de boire de l'alcool. Il apprend au détour d'une conversation avec Janzo que la reine aimait Garret, désormais mort et quelles étaient ses qualités. Plus tard, celui-ci est invité par la reine qui a remarqué sa participation au milieu de ses hommes aux travaux de fortification. Elle lui demande alors quelle est la vraie raison de sa venue à l'Avant-poste. Il répond que c'est son devoir de reverser le pouvoir du Premier Ordre et de les remplacer par un souverain juste et qu'il voue une haine contre eux : lors de leur prise de pouvoir, ils ont menacé son père pour qu'il se soumette mais ensuite, ils ont quand même tué sa sœur. Il apprend qu'il y a toujours un traître et promet son aide pour le démasquer. Plus tard, Elinor apprend à sa sœur Gertrusha qu'elle a appris que le Premier Ordre organise une attaque. Sans autres informations, les deux sœurs conviennent que même additionnées, leurs armées sont insuffisantes contre le Premier Ordre, de plus, aucun autre noble n'a répondu et Gertrusha re-propose le mariage pour galvaniser les autres nobles. Elle envisage également de convaincre Milus Aegisford, cousin de Tobin et disposant d'une seigneurie pratiquement équivalente à celle de Tobin, à les rallier. Cependant, les deux cousins se détestent en raison d'un litige territorial ayant opposé leurs grand-pères respectifs et ayant entraîné une guerre entre les deux. Mais ce noble n'apprécie pas non plus le Premier Ordre qui a détruit ses silos à grains pendant une période de famine. Lorsque Gwynn est mise au courant, elle convainc Tobin d'appeler Milus et de régler leur conflit. Tobin a de son côté remarqué que Naya reçoit régulièrement du courrier de la capitale, ce qu'il trouve d'autant plus étrange car sa famille vient des quartiers pauvres de la ville (et moins alphabétisés). Il commence à avoir des soupçons et demande au facteur de pouvoir lire les prochaines lettres destinées à Naya. Par ailleurs, Janzo entame une relation amoureuse avec Naya et continue ses recherches sur les Putrilents. Ayant remarqué leur caractère nocturne, il décide de vérifier les effets du soleil sur eux et sort en attacher quelques uns, vivants, au pied des remparts, hors de la ville. Il reçoit également la visite de Talon qui lui annonce qu'elle part quelques jours avec Zed mais sans lui. Les deux Blackbloods ont en effet décidés de partir ensemble chercher la partie manquante de la clé et Talon guide Zed. Hors des murs, Talon refuse de rappeler le Lou-Kouri Vikka même si son aide serait utile : elle préfère obéir à Gwynn et reste méfiante envers les Lou-Kouris. Elle apprend que le précédent, Baphnoro, n'était pas apprivoisé et qu'il est surprenant qu'elle ait réussi à le dresser. Après avoir dressé un campement, elle s'éloigne chasser et tombe sur Garret, à cheval en route pour l'Avant-poste. Lorsqu'elle l'embrasse, il la poignarde. |            |                                                                 |                   |                              |                      |                            |
| 17 | 7          | Tout le monde meurt autour de toi Where You Go, People Die      | Milan Todorović   | Jason Faller & Kynan Griffin | 22 août 2019         | 0.65                       |
| Garret continue de se battre contre Talon, persuadé qu'il est en son devoir de tuer la Blackblood pour empêcher la réalisation de la prophétie. Talon se rend compte que le Premier Ordre l'a reconditionné et comprend qu'elle va se faire tuer. Elle s'enfuit alors à travers un portail sur le Plateau des cendres, monde volcanique et hostile : son air, saturé de cendres et de fumées est pratiquement irrespirable. Talon s'écroule, blessée et épuisée. Elle se réveille, cernée de Blackbloods du clan de Rebb agressifs et retraverse le portail. Son compagnon de voyage avait déduit qu'elle s'était réfugié de l'autre côté après un combat et lui apprend qu'elle s'est absentée plus d'une journée. Elle décide de retourner prévenir Gwynn et de reporter son voyage malgré son retard. Pendant ce temps, à l'Avant-poste de Gallwood, Tobin comprend que l'idée de faire venir son cousin Milus vient de sa conseillère Gertrusha et lui en veut. Il rencontre ensuite la reine sur les chantiers des défenses et tous deux développent des sentiments réciproques. Pendant ce temps, Janzo retourne voir les Putrilents exposés au soleil. Une femme est guérie, ce qui est une première : l'organisme semble avoir été rejeté de son corps et elle a repris conscience. Cependant, les deux autres Putrilents n'ont pas évolué et Janzo doit encore poursuivre les expériences (il essaie des fleurs ne s'ouvrant que la journée, présentes à côté de la femme). Plus tard, il organise un repas romantique pour Naya mais celle-ci, très mal à l'aise, surtout depuis les soupçons de Tobin, finit par lui avouer qu'elle est la traîtresse et que sa famille est retenue en otage. Janzo lui conseille de se rendre mais elle refuse, ayant peur que Gwynn la fasse exécuter ou que sa famille se fasse exécuter si la nouvelle de sa capture parvient au Premier Ordre. Elle préfère laisser une lettre d'aveux et quitter rapidement l'Avant-poste pour rallier la capitale et tenter de sauver sa famille. Cependant, elle est interceptée par Tobin qui la conduit à la reine qui, très en colère, la rend responsable de la mort de nombreuses personnes et notamment de Garret et décide de la faire exécuter sur le champ pour trahison. Elinor parvient à différer la sentence le temps de la faire interroger. Bien que Naya se montre coopérative, elle reste condamnée et Janzo ne parvient pas à convaincre ni Gwynn ni sa mère de changer d'avis. Il décide alors de la faire évader en piégeant les geôliers à l'aide de boissons droguées (qui les endorment tout ne leur laissant aucun souvenir). Il lui fait quitter la ville en lui faisant promettre de ne jamais revenir. Plus tard, le baron Milus arrive et se moque de son cousin ainsi que la prétendue héritière royale. Il annonce que les concessions de Tobin sont inutiles puisque quand le Premier Ordre écrasera leur rébellion, il récupérera toutes les terres convoitées, voire le domaine entier. La reine lui réplique alors qu'en réalité, il ne possède rien, étant juste administrateur au service du Premier Ordre, véritable propriétaire. Il n'a en réalité aucun titre, étant simplement serviteur. Elle lui offre alors toutes les terres de Tobin en échange de son ralliement. En compensation, elle accepte d'épouser Tobin et d'en faire le nouveau roi. Les deux cousins acceptent et le mariage est organisé rapidement à l'Avant-poste même, sous la supervision des deux sœurs conseillères, Elinor et Gertrusha. Lors de la cérémonie, Garret arrive et Gwynn se jette dans ses bras, soulagée qu'il soit toujours en vie. Celui-ci prétend qu'elle est en danger et qu'il doit l'éloigner au plus vite. Il l'emmène hors de l'Avant-poste à cheval mais elle commence à se méfier lorsqu'il lui reproche de l'avoir abandonné, le sachant toujours vivant. |            |                                                                 |                   |                              |                      |                            |
| 18 | 8          | Une couronne pour la reine A Crown For The Queen                | Milan Todorović   | Katy DiSauvino               | 29 août 2019         | 0.48                       |
| Garret conduit Gwynn jusqu'à un groupe de soldats du Premier Ordre qui la capturent et l'escortent vers un petit fort. Là, Garret, complètement instable, lui demande d'avouer qu'elle n'est qu'une usurpatrice égoïste. Pendant ce temps, Talon est rentrée à l'Avant-poste de Gallwood pour apprendre qu'elle a une journée de retard. Elle met au courant Janzo et Tobin de la situation et décide de tenter encore de retrouver Gwynn. Tobin, saoul et réticent (il est toujours sous le choc d'avoir été abandonné le jour de son mariage), finit par se porter volontaire mais Talon refuse. Elle refuse également une escorte militaire et se remet en route, laissant Zed chez elle, celui-ci ayant refusé de l'aider. Elle est cependant rejointe par Tobin et tous deux atteignent le camp fortifié où est retenue Gwynn. Ils parviennent à libérer la reine, capturer Garret et neutraliser tous les soldats présents mais Tobin se fait cribler de flèches, se retrouvant gravement blessé. Tous reviennent à la ville où la reine apprend que Naya s'est évadée auparavant. Gwynn fait requérir Janzo qui a entre-temps poursuivi ses recherches sur les Putrilents : l'un des deux encore attachés en plein soleil a guéri (c'est le deuxième cas) mais pas l'autre, malgré les fleurs ajoutées sur les deux. La reine ordonne à Janzo de soigner Tobin, hébergé dans les appartements royaux et de soigner Garret, enfermé dans le laboratoire du brasseur. Elle lui révèle qu'elle a compris qu'il est responsable de l'évasion de Naya et lui octroie un sursis le temps d'achever ses missions, mais il est désormais surveillé par la garde. Talon va confronter Zed, lui reprochant de ne pas avoir aidé Gwynn, ce qui aurait permis à la reine de lui faire confiance. Il répond que les humains ne pourront jamais faire confiance aux Blackbloods. Il révèle aussi que si les deux camps Blackbloods ennemis collaborent sur le Plateau des cendres, c'est uniquement par nécessité : ce monde est peuplé de Vers de feu, gigantesques serpents rouges de 100 mètres de long et disposant de dents plus grandes qu'un humain, invulnérables aux épées et aux lances. Les Black Fist, camp de Rebb, ont pu les tuer avec des flèches tirées dans leur gorge, ce qui a également permis de nourrir tout le monde. Par ailleurs, de fréquentes tempêtes de feu ont obligé les Blackbloods à se réfugier dans des tunnels de lave. Talon lui fait comprendre que leur peuple est malgré tout à l'abri dans ce monde alors que chez les humains, il y aurait une guerre totale. Elle retrouve Janzo qui lui révèle avoir été arrêté pour avoir libéré la traîtresse Naya. Il lui apprend également que la clé du Dragman est incomplète et qu'elle peut ouvrir le temple de Vor-Anden mais celui-ci est situé loin, à la frontière du royaume. Talon lui répond qu'elle sait où se trouve la partie manquante et qu'elle va avec Zed la chercher. Elle prévient ensuite Gwynn de son départ. Janzo de son côté, tente de résoudre le mystère de la conversion de Garret qui tente de le retourner, mais le brasseur reste inflexible. Cependant, l'un des geôliers de Garret lui montre discrètement son allégeance au Premier Ordre. Pendant ce temps, les Trois ont appris que Garret, la Lame des Trois, a échoué. Ils décident de rassembler une armée pour marcher sur l'Avant-poste de Gallwood et en finir une fois pour toutes. |            |                                                                 |                   |                              |                      |                            |
| 19 | 9          | Pourparlers There Will Be A Reckoning                           | Dusan Lazarevic   | Jason Faller & Kynan Griffin | 5 septembre 2019     | 0.64                       |
| Talon et Zed font route ensemble pour chercher la partie manquante de la clé du Dragman. En chemin, ils tombent sur un prédateur tenant un bébé humain dans sa gueule et l'abattent. Même si la mère est soulagée du sauvetage, ce n'est pas de cas de son mari, xénophobe, qui s'empresse d'alerter les soldats du Premier Ordre. Talon se rappelle alors le ressentiment des humains envers les Blackbloods, qu'elle avait partiellement oublié après avoir coupé ses oreilles. Cela la rapproche de Zed et tous deux ont un rapport intime. Cependant, ils doivent affronter la patrouille du Premier Ordre envoyée à leur poursuite et après l'avoir neutralisée, laissent la vie sauve à leur guide, le père du bébé secouru peu avant. Malgré l'insistance de Zed, Talon ne rappelle pas le Lou-Kouri Vikka, préférant tenir sa promesse à la reine. Leur voyage les fait passer devant les ruines d'une grande forteresse Blackblood, abandonnée depuis longtemps et Talon s'interroge : son village était peuplé de pacifistes, ils ne construisaient pas de forts. Ils atteignent ensuite leur destination : le cimetière de la famille adoptive de Talon et de leur agresseur, le Blackblood Varlek, enterré avec la pierre manquante. Une fois assemblée avec l'autre partie, la clé s'illumine d'une surnaturelle lumière bleue mais tous deux sont incapables de comprendre ce qui se passe. Pendant ce temps, à l'Avant-poste de Gallwood, Janzo poursuit ses recherches sur les Putrilents en même temps qu'un remède pour Garret, toujours détenu dans son laboratoire. Le garde au service du Premier Ordre tente de tuer le brasseur mais se fait ébouillanter en retour et maîtriser par Munt. Une fois amené à Elinor, il refuse de répondre jusqu'à ce qu'elle menace de le transformer en Putrilent, il affirme alors qu'il est seul mais se fait quand même infecter par Elinor, trop en colère. Plus tard, Garret tente de tuer Gwynn venue lui rendre visite avec ses hommes (elle ordonne alors à Janzo de le tuer s'il ne trouve pas de remède) puis, plus tard tente de s'évader et Janzo remarque alors une fiole dans les affaires de Garret. Celui-ci lui affirme que c'est son traitement quotidien l'empêchant de mourir, depuis les blessures infligées par Dred mais Janzo reconnaît la potion : c'est de la racine de Nyassa qui certes soulage les douleurs mais sert aussi à rendre l'esprit malléable. Il s'en débarrasse et donne un antidote à Garret que celui-ci finit par boire. Pendant ce temps, Milus discute avec la reine Gwynn et les conseillères Elinor et Gertrusha. Il est en colère car les derniers événements rendent moins probable le mariage entre Gwynn et son cousin Tobin, en conséquence, il n'aura pas les terres promises et lorsque Tobin, convalescent, se présente et annonce temporiser, il décide de repartir, menaçant. Plus tard, Elinor apprend que l'armée de Milus s'est mise en mouvement et tous comprennent que Milus va attaquer les terres de Tobin, désormais mal protégées puisque son armée est à l'Avant-poste. Elinor suggère d'y envoyer sa sœur Gertrusha les défendre avec une partie de l'armée de Tobin, ce qui lui permet de l'éloigner temporairement. Elle envoie néanmoins son fils Munt la surveiller, sous couvert d'y percevoir les impôts. Ils sont en réalité tombé dans un piège : Milus n'a pas l'intention d'attaquer les possessions de Tobin mais l'Avant-poste de Gallwood lui-même. Il exige de s'emparer de la reine, pour la remettre au Premier Ordre puis il annexera l'Avant-poste en plus de la baronnie d'Aegisford. Il propose même à Tobin de trahir Gwynn en échange de son maintien à la tête de son domaine mais en tant que vassal. Cependant Tobin lui fait remarquer qu'il n'a pas assez d'hommes pour prendre l'assaut l'Avant-poste. Milus répond simplement qu'il lui suffit de maintenir le siège jusqu'à les affamer tous. Lorsque l'Avant-poste tente d'envoyer des pigeons messagers à l'armée de Gertrusha, tous sont abattus et ils comprennent qu'ils n'ont pas de solution. Elinor, quant à elle, décide de continuer ses affaires et charge Brogan de vendre discrètement beaucoup de colipsum à l'armée de Milus où un de ses contacts se chargera de le revendre. Pendant ce temps, Garret réussit à s'évader après avoir agressé un garde. Il affirme devoir terminer sa mission. |            |                                                                 |                   |                              |                      |                            |
| 20 | 10         | C'était le seul moyen The Only Way                              | Dusan Lazarevic   | Katherine DiSauvino          | 12 septembre 2019    | 0.63                       |
| Garret profite de l'épuisement généralisé de la garde pour se faufiler à travers tout l'Avant-poste jusque dans la chambre de la reine Gwynn qu'il compte tuer dans son sommeil. Cependant, sous les effets du traitement de Janzo, d'anciens souvenirs refont surface à ce moment-là et assailli par le doute, il préfère vérifier un portrait de Rosmund qu'il sait caché dans son armoire et celui-ci lui montre une petite fille, non défigurée comme le lui avait affirmé Dred ou comme celui qu'on lui avait laissé découvrir. Reprenant totalement conscience et comprenant ses horribles actions, il tente de se suicider mais Gwynn se réveille et le dissuade. Au matin, toujours interrogé, il avoue également le meurtre de son père Wythers. Il est malgré tout déclaré libre, n'étant plus conditionné. Il décide alors de retourner à la capitale pour se venger mais il est dissuadé, l'Avant-poste étant assiégé par les armées de Milus. Cependant, si le Premier Ordre attaque également, ils ne pourront pas gagner et les dirigeants de l'Avant-poste de Gallwood en sont conscients. Ils estiment qu'il faut absolument absorber l'armée de Milus, quitte à se débarrasser de lui, ce qui est jugé infaisable. Garret retrouve Janzo pour le mettre au courant de sa guérison et lui demander Talon. Il apprend alors qu'elle est sur la route du temple de Vor-Anden avec un autre Blackblood et se fait remettre une carte des lieux ainsi qu'une mise en garde : Talon tentera probablement de le tuer. Plus tard, Janzo surprend son nouveau frère Brogan en pleine transaction. Jugeant cela louche, il décide de le suivre et se retrouve dans la ferme à colipsum clandestine de sa mère Elinor, cachée dans les égouts. Épouvanté, il décide de la dénoncer à la reine mais Elinor a soudain une idée et va la soumettre elle-même à Gwynn. S'ils libèrent hors de la ville tous les Putrilents détenus, ceux du laboratoire de Janzo et ceux de la ferme, ils iront détruire l'armée assiégeante, d'autant plus facilement qu'Elinor avoue également leur avoir vendu du colipsum. Gwynn rétorque que cela équivaut à un meurtre de masse mais il lui est répondu que l'armée ennemie sera anéantie de toute façon, que ce soit en combattant leurs soldats ou avec les Putrilents. Janzo rappelle alors qu'il a guéri deux Putrilents et qu'un remède est possible. Le plan est adopté et rapidement mis en œuvre pendant la nuit. Certes leurs Putrilents ne sont pas assez nombreux mais ils rameutent tous ceux qui errent dans la campagne environnante, cachés dans la forêt. L'attaque est un succès total et le lendemain, Tobin, accompagné de Gwynn viennent constater les dégâts. Tobin tue alors son cousin, transformé, et hérite de son titre, Milus n'ayant pas d'autre héritier. Il obtient l'allégeance des survivants qui sont accueillis à l'Avant-poste et triés par Janzo entre infectés probables et les autres. Il reçoit l'ordre de chercher plus rapidement encore un remède pour guérir tout le monde. Garret peut enfin partir, le siège étant brisé. Plus tard, la mère de Janzo lui rend visite dans son laboratoire pour lui reprocher d'avoir voulu la dénoncer à Gwynn et se fait infecter par un Putrilent. Lorsqu'elle avoue consommer du colipsum, elle se rend compte de la gravité de sa situation et cela motive encore plus Janzo qui retourne interroger encore les deux ex-Putrilents. Ceux-ci sont toujours incapables de se souvenir de ce qui leur est arrivé avant de recracher le parasite. Janzo remarque une trace de piqûre sur leur corps et leur demande de préciser leur régime alimentaire. Il apprend qu'ils consomment une racine en tant qu'épice. Il retourne la tester sur un Putrilent, mélangée avec la fleur diurne en une préparation mais le produit tue le parasite et son hôte sous les yeux d'Elinor. Pendant ce temps, Naya a atteint la capitale et faisant croire qu'elle travaille toujours pour le Premier Ordre, parvient jusqu'à la cellule de l'Ambassadeur Everit Dred, déchu. Elle lui demande où est retenue sa famille, estimant avoir fait sa part, mais celui-ci lui apprend moqueur qu'il les a tués il y a longtemps et qu'elle lui a obéi pour rien. Il lui affirme alors que l'Avant-poste de Gallwood sera bientôt détruit et qu'elle ne pourra jamais les avertir à temps. Folle de rage, elle le poignarde et le laisse pour mort dans sa cellule. Pendant ce temps, Talon et Zed atteignent le temple de Vor-Anden, grotte aménagée. Lorsqu'ils activent la clé, une des parois s'illumine avec la clé, révélant des constellations de la mythologie Blackblood, et tous deux trouvent un emplacement pour y insérer la clé, ce qui fait apparaître un autel contenant 7 récipients, tous vides au grand désarroi de Zed. Mais Talon découvre un insecte caché à l'intérieur de l'un d'eux et Zed se laisse piquer. Il reçoit alors une créature très semblable à l'Asterkinj de Talon qu'il lui explique être l'une des 6 kinjs accompagnant l'Asterkinj. Il assure que seul l'Asterkinj permet d'ouvrir des portails et qu'il ignore les pouvoirs de la sienne. Il révèle alors être dans une impasse : il ne peut s'en servir que s'il sait à quoi elle sert. Les deux Blackbloods décident de repartir à l'Avant-poste mais, sur le chemin, une fois Talon endormie, il décide de tester son pouvoir sur des humains, soldats du Premier Ordre : il peut contrôler leur esprit. Plus tard, il retrouve Talon juste au moment où un Greyskin allait la tuer et le neutralise avec son pouvoir. Talon se rend compte qu'il a menti et lorsqu'elle refuse à nouveau de libérer leur peuple, il tente de la contraindre avec ses nouveaux pouvoirs. Cependant, l'Asterkinj immunise Talon et après un bref combat contre Zed, elle décide de le renvoyer par le portail et se retrouve seule et blessée. |            |                                                                 |                   |                              |                      |                            |
| 21 | 11         | Un vrai coup de génie Nothing Short of Heroic                   | Kurt Knight       | Jason Faller & Kynan Griffin | 19 septembre 2019    | 0.66                       |
| Talon, blessée et isolée sur la route, est arrêtée par une patrouille de soldats du Premier Ordre qui reconnait son sang noir. Cependant, Garret la retrouve et, parvenant à convaincre les soldats qu'il est toujours la Lame des Trois, réussit à la délivrer, tout en la convainquant qu'il a été guéri par Janzo. Il décide ensuite de continuer sa route vers la capitale pour se venger de ceux qui lui ont lavé le cerveau et fait tuer son propre père entre autres crimes. Il persuade également Talon de l'accompagner. Pendant ce temps, à l'Avant-poste de Gallwood, Janzo décide de conduire la reine Gwynn, accompagnée de Tobin, jusqu'à la ferme à colipsum clandestine de sa mère Elinor. La reine décide alors de saisir l'argent au profit de la couronne et de détruire le colipsum. Cependant, malgré sa reconnaissance de son action, elle maintient ses accusations de trahison contre Janzo qui reste sous la menace d'un châtiment une fois le remède contre les Putrilents trouvé. Il continue néanmoins à chercher, notamment pour guérir sa mère, infectée et entravée pour éviter tout risque. Il est de plus en plus désespéré, ne comprenant toujours pas la guérison des deux premiers malades : il a essayé toutes le combinaisons de fleurs, de vigne (qui poussait aussi à proximité), de lumière diurne et même de sol sans reproduire de résultats. Elinor, qui apprécie peu son état, presse Janzo et lui raconte comment tout petit déjà, il avait guéri d'une maladie en trouvant lui-même le remède. C'est là qu'elle avait remarqué son intelligence et qu'elle avait compris que Janzo était un « bon investissement », elle l'a fait brasseur à dix ans et avoue que malgré son comportement rude, elle est fière de lui. Janzo lui avoue alors avoir fait détruire son colipsum mais Elinor, en colère, reconnait cependant que l'intégrité de son fils est une qualité. Pendant ce temps, la reine reçoit un message des clans Moor de la baronne Winnowmere annonçant un ralliement à la couronne. Tout en se réjouissant de cette alliance (qui sera potentiellement suivie d'autres), Gwynn et Tobin relativisent : ils sont actuellement trop loin et le climat trop rude pour pouvoir leur porter assistance. Ils reçoivent ensuite la visite d'un adolescent qui prétend être le prince Alton, jeune frère de Gwynn/Rosmund et échangé avec le fils du secrétaire de la cour, devenu ensuite scribe du seigneur Regis Cormack. Il prétend ne pas avoir de revendication sur le trône (qui lui revient cependant en priorité) et simplement retrouver sa sœur. Il n'a cependant aucune preuve de ce qu'il avance et Gwynn reste méfiante, malgré sa connaissance des détails de leur vie commune. Tobin semble moins convaincu par ses affirmations surtout quand Gwynn semble décidée, malgré sa méfiance, à lui faire confiance. Tobin, qui voit ses chances d'engendrer des héritiers royaux s'amaigrir, finit par admettre qu'il aime Gwynn et que c'est la raison pour laquelle il continue de vouloir rester à ses côtés. Janzo, de son côté, a vu sa mère se transformer et, désespéré, décide d'aller lui aussi s'allonger en journée devant les remparts, là où les deux Putrilents ont été guéris. Il remarque alors une espèce de mouches qui l'incommode mais comprend alors que c'est leur piqûre qui a dû guérir les malades et en capture pour les tester sur sa mère, ce qui fonctionne : elle recrache complètement le parasite présent dans sa gorge et retrouve ses esprits. Janzo, enfin soulagé, prévient rapidement la reine et fonce dans la forêt en pleine nuit récupérer plus de mouches : elles dorment la nuit, ce qui lui facilitera la tâche. Il a à peine le temps de trouver un nid qu'il se fait agresser par une horde de Putrilents et ne doit son salut qu'en brisant le nid, libérant tous les insectes. Il revient à la cité, accompagné de tous les ex-Putrilents annoncer la fin du problème. Cependant, Gwynn maintient sa position et appuyée par son frère Alton, le jette en prison où il retrouve sa mère, condamnée pour la vente du colipsum. Pendant ce temps, Garret et Talon arrivent à la capitale et remarquent que l'attention tout entière semble vouloir surveiller la sortie plutôt que l'entrée des visiteurs. Cela est dû à la recherche de Naya, pour le meurtre de l'Ambassadeur Everit Dred, qui parvient malgré tout à quitter la ville. Garret et Talon doivent cependant mettre au point de fausses identités et une histoire crédible pour pouvoir entrer. Cependant, ils ont du mal à convaincre la garde et ne parviennent à entrer que grâce à une diversion : une énorme explosion. En effet, les Trois ont décidé de remplacer la Lame des Trois, perdue, par un nouveau type d'arme contre l'Avant-poste de Gallwood, une bombe suffisamment puissante pour détruire entièrement le bâtiment en pierre dans lequel elle a été testée. |            |                                                                 |                   |                              |                      |                            |
| 22 | 12         | À jamais gravé dans ma mémoire In The Worst Corner of My Memory | Marc Roskin       | Jason Faller & Kynan Griffin | 26 septembre 2019    | 0.59                       |
| Garret et Talon, maintenant entrés dans la capitale, vont directement dans les quartiers du Tourmenteur et doivent abattre quelques gardes en chemin. Là, Garret laisse Talon affronter le reste des soldats tandis que lui ira affronter seul son tortionnaire, malgré ses protestations. Il le retrouve et au cours de leur combat, le Tourmenteur lui apprend que Sana et Un (un des membres du triumvirat, les Trois) sont déjà partis pour l'Avant-poste de Gallwood avec une armée avant que Garret ne l'achève. Garret et Talon décident alors de prendre de vitesse le Premier Ordre pour avertir à temps la reine Gwynn. Pendant ce temps, à l'Avant-poste de Gallwood, Gwynn discute avec son frère Alton de leurs retrouvailles, puis ils doivent recevoir Naya. Celle-ci s'est rendue d'elle-même à la reine pour l'avertir du danger que représente la bombe, nouvelle arme secrète du Premier Ordre, mais Gwynn, trop en colère pour sa trahison, même quand elle affirme avoir tué Dred, refuse de la croire et la fait jeter en prison, où elle retrouve Janzo (enfermé justement pour l'avoir libérée) et Elinor. Alton la félicite pour cette décision et, tout en complimentant Gwynn pour ces réussites (armée, peuple, alliés, embryon d'État), affirme qu'il n'a pas l'intention de céder le trône qui lui revient de droit. Il le récupérera dès sa majorité, malgré les réticences de Tobin. Pendant ce temps, Naya détaille à Janzo son histoire et quand elle lui décrit la bombe, ses compétences d'alchimiste lui font comprendre qu'elle dit la vérité. Il convainc le marshal d'obtenir une audience de la reine qui accepte. Cependant, la menace paraît tellement peu crédible que la reine refuse toujours d'y croire. Janzo lui fait remarquer qu'entre les Putrilents, les démons et les portails inter-dimensionnels, ils ont tous deux été confrontés au surnaturel. Il ajoute également que si c'est un mensonge, stratagème du Premier Ordre, ceux-ci auraient dû choisir une histoire plus crédible justement. Gwynn décide alors de les croire mais reste inflexible et Naya reste en prison. Janzo demande alors à s'y faire reconduire également. Alton propose une solution : le baron Fenray, une de ses connaissances, affronte régulièrement des pillards Nordejori qui utilisent des dispositifs similaires à la bombe du Premier Ordre. Il a à son service un brillant alchimiste, Gladharbor, qui a découvert comment neutraliser ces engins. Comme ce seigneur a continuellement besoin d'argent, Alton propose simplement d'acheter son allégeance et son alchimiste avec de l'or. En tant que futur roi, il se propose d'aller lui-même remettre la somme en or (provenant du trésor d'Elinor) à ce noble et propose même de partir aussitôt mais Gwynn le persuade d'attendre le lendemain, les routes n'étant pas sûres. Pendant ce temps, Naya évoque sa famille à Janzo, tuée par Dred et lorsqu'elle révèle leur nom, Ushi Dimweller, sa mère, et Neari, sa sœur, Elinor s'anime. Elle leur apprend que cette femme est celle à qui elle a vendu la sœur jumelle de Janzo autrefois : Naya est donc sa sœur ! Au matin, à l'Avant-poste de Gallwood, Alton est prêt à partir avec l'or mais il est retenu par Gwynn qui attend l'arrivée d'un invité, le capitaine Weldon Calkussar, frère de son père adoptif. Alton le reconnaît mais pas lui : il affirme avoir personnellement assisté à l'exécution d'Alton, ce qui constitue son pire souvenir : l'adolescent devant lui ne peut être Alton et il est jeté en cellule. Calkussar affirme qu'il a dû déserter pour retrouver Gwynn et qu'il ne pourra pas retourner au service du gouverneur Yuran. Il offre donc de rester au service de la reine. Celle-ci est toujours étonnée que l'imposteur connaisse autant de détails de sa vie et de celle d'Alton et finit par comprendre qu'il est Sammy, le domestique qui les accompagnait tout le temps comme un troisième frère. Elle le fait interroger et apprend que c'est sa mère, servante qui a récupéré le sceptre royal après l'exécution. Il affirme qu'il n'a jamais été leur ami enfant : il devait tenir ce rôle mais alors que les enfants royaux étaient privilégiés, lui devait subir les châtiments entre autres injustices. Il a donc profité de la situation pour obtenir un « dédommagement ». Gwynn est peinée mais décide quand même de le condamner à mort. Juste après, elle discute avec son oncle adoptif, impressionné par sa droiture : il lui apprend que son père aussi faisait appliquer la loi aussi durement mais de manière juste, ayant dû lui aussi condamner à mort des proches. Gwynn se demande alors si le Premier Ordre n'a pas simplement profité de la haine de la famille royale pour prendre le pouvoir que l'inverse. Elle se souvient que son père adoptif lui avait enseigné d'utiliser aussi son cœur pour diriger et décide de suivre ce conseil. Pendant ce temps, Talon et Garret rattrapent l'armée des Trois et ont la confirmation qu'Un les accompagne. Garret apprend à Talon que les Trois possèdent des pouvoirs, notamment celui de re-générer les mourants comme lui. Il décrit alors la lumière sous la peau, similaire au pouvoir de la Blackblood et celle-ci comprend que les Trois possèdent au moins une des 6 kinjs, ce qui représente un danger et la motive pour les arrêter. Ils attendent la nuit pour s'introduire dans le campement et aperçoivent Sana mais Talon estime que la menace représentée par la kinj est prioritaire et la délaissent. Ils s'introduisent rapidement dans la tente de Un qui les nargue : comment la Lame des Trois peut-elle représenter un danger pour lui ? Il commence à les torturer avec sa kinj et Garret s'effondre. Talon lui fait remarquer que cela n'a aucun effet sur elle (son Asterkinj est plus forte) et Un comprend qu'il a affaire à la Blackblood, seule menace contre les Trois, avant de se faire poignarder à mort. Talon et Garret l'abandonnent mais laissent sa kinj, la Blackblood étant persuadée qu'elle mourra avec lui. C'était cependant une mauvaise décision car Sana, prévenue, a le pouvoir de ramener à la conscience Un pour quelques derniers battements de cœur, ce qui est suffisant pour qu'il lui transfère sa kinj avant de mourir. Au matin, étonnés de voir le campement calme malgré la mort de leur chef, Talon et Garret restent pour observer : ils aperçoivent alors Sana porter les insignes de Un et torturer à mort avec sa kinj une douzaine de gardes en même temps, accusés de ne pas avoir su protégé Un. |            |                                                                 |                   |                              |                      |                            |
| 23 | 13         | Dorénavant, cet avant-poste est à nous This Is Our Outpost      | Marc Roskin       | Jason Faller & Kynan Griffin | 26 septembre 2019    | 0.48                       |
| À l'Avant-poste de Gallwood, Gwynn décide, malgré les objections de Tobin qui craint un précédent, de libérer ses prisonniers Janzo, sa mère Elinor et Naya, reconnaissant que malgré leurs crimes, ils ont continué à servir la couronne, ce qui justifie de la souplesse dans son jugement. Elle veut libérer Sammy (le faux Alton), considérant que sa tentative d'escroquerie ne constitue pas une trahison mais il n'a jamais été enfermé dans la prison. Elle ordonne donc de le retrouver. Au même moment, Garret et Talon rentrent dans la ville, porteurs de mauvaises nouvelles : l'armée du Premier Ordre n'est plus qu'à un jour de marche et elle aligne 5 000 hommes, soit 5 fois plus que leurs propres forces. De plus, la bombe (dont l'existence a été rapportée par Naya) change la donne : les fortifications ne constituent plus une défense efficace. Par ailleurs, les pouvoirs de la kinj de Sana ne peuvent être contrés que par la Blackblood et son Asterkinj. L'idée d'abandonner l'Avant-poste est même évoquée, le baron Tobin proposant d'accueillir tout le monde dans son domaine, ce qui permettrait de gagner du temps mais la reine rappelle l'importance stratégique de leur région, la seule possédant des mines pour produire des armes. Cependant la reine se range à l'idée d'évacuer rapidement les civils et va elle-même l'annoncer au peuple qui l'acclame. La caravane est rapidement organisée et commence à partir. Janzo retrouve alors Munt (envoyé par Elinor à Aegisford surveiller sa tante Gertrusha) qui revient car sa famille (y compris son nouveau frère Brogan) lui manquait. Janzo lui présente alors sa sœur Naya avant de demander à celle-ci d'accompagner les civils où elle pourra aider tandis que lui restera. Cependant, un traître au service du Premier Ordre observe l'évacuation avant de prévenir ses supérieurs par pigeon messager. Elinor, estimant la défaite de Gwynn probable, décide de récupérer son or (confisqué par la reine) avec l'aide de Munt. Au même moment, Talon et Gwynn se retrouvent à l'Auberge de la Belladone avec Janzo. Talon raconte alors sa mission suivie de la trahison de Zed et Janzo évoque ses recherches sur les explosifs. Il demande au passage que le nouveau prisonnier soit envoyé ailleurs : Sammy a été enfermé dans une cage à Putrilent de son laboratoire par manque de place en prison. Gwynn va aussitôt le retrouver et celui-ci semble regretter ses actes : il aurait dû partager son histoire avec la reine. Il lui apprend également que sa famille aussi a été tuée par le Premier Ordre, avec tous les domestiques du palais royal, ce qu'ignorait Gwynn. Elle le libère cependant et lui donne la possibilité de quitter la ville mais il offre plutôt de se battre pour elle. Pendant ce temps, Sana, le nouveau Un, ordonne à ses armées de prendre l'Avant-poste de Gallwood sans utiliser la bombe, la réservant en dernier recours : elle veut prendre la ville intacte pour conserver les mines opérationnelles. De leur côté, les dirigeants de l'Avant-poste de Gallwood se réunissent et l'idée d'invoquer les Lou-Kouris accompagnés de leurs maîtres Blackbloods est évoquée, bien que catégoriquement rejetée par la reine, trop méfiante après ses rencontres antérieures. Un plan est finalement adopté et rapidement mis en œuvre : laisser la ville en apparence vide et les portes ouvertes pour y piéger un maximum de soldats ennemis qui seront enfermés et taillés en pièce, coupés de leurs renforts à l'extérieur. L'armée est rapidement désorganisée par une invention de Janzo : il a réussi à mettre au point sa propre version d'explosifs et ceux-ci, sous forme de grenades à main, sont lancés sur les soldats qui isolés, se font combattre par les troupes royales. Pendant ce temps, Elinor et Munt profitent de la désorganisation pour tenter de récupérer son or pour recommencer une nouvelle vie à Aegisford. En chemin, elle aperçoit Janzo, isolé et poursuivi par des soldats et le sauve mais est blessée à mort au passage, ce qui rend fou de colère Munt et celui-ci redouble d'ardeur au combat. La victoire est acquise mais le prix est lourd : Sammy a été blessé, Elinor est morte et de nombreux soldats sont blessés ou morts. Cependant, le reste de troupes du Premier Ordre n'attaque pas, ce qui offre un répit inexpliqué. Les dirigeants de la ville conviennent que de toute façon, la menace de la bombe es suffisante pour empêcher toute victoire et Garret et Talon se proposent pour la faire exploser même s'ils ne savent pas comment s'introduire dans le campement une seconde fois. C'est à ce moment que Janzo apporte la solution : sa mère avant de mourir lui avait rappelé que le dense réseau de tunnels va jusque sous l'emplacement des armées ennemies mais sans sortie. Il suffira d'en percer une avec une de ses bombes pour se retrouver précisément à leur destination. Garret convainc Talon de le laisser effectuer seul la mission, même si son Asterkinj représente un atout considérable. Talon n'est pas dupe : il veut juste se venger de Sana et elle le met en garde : cela ne le soulagera pas (elle parle d'expérience) mais accepte sa décision. Cependant, tous les combattants comprennent enfin la raison de l'attente du Premier Ordre : deux autres armées arrivent et tout le monde attaque aussitôt. La seule décision raisonnable est de clore la cité mais au même moment, le traître s'empare de la porte principale, tue les gardes et la rouvre. Tout le monde se replie vers le donjon, seul endroit encore défendable mais Talon reste devant la porte. Se souvenant de la prophétie gravée sur son épée, elle se décide à invoquer des tueurs d'humains, soit Zed et son Lou-Kouri Vikka mais celui-ci explique que sa kinj ne pourra défaire une armée aussi nombreuse (elle ne fonctionne que sur une personne à la fois) et Talon lui ordonne de rappeler les autres Blackbloods qui avec leurs Lou-Kouris renversent totalement le cours de la bataille, ce que comprend aussitôt Sana qui assiste de loin aux événements. Pendant ce temps, Garret, guidé par Janzo dans les tunnels, arrive sous le campement et active sa bombe pour ouvrir une sortie. Garret fonce retrouver Sana mais celle-ci sait aussitôt qu'il n'est plus de son côté. Elle lui affirme qu'elle a rendu sa kinj aux Trois car elle leur appartient mais que Garret ne pourra malgré tout pas la tuer, persuadée de son emprise sur lui. Cependant, elle a sous-estimé la rancune du soldat, toujours épouvanté d'avoir tué son propre père et il la tue avant de déclencher la bombe puis de plonger rapidement dans le tunnel avant qu'elle n'explose, créant une puissante onde de choc accompagnée de flammes, dévastant tout sur leur passage, seulement arrêtée par les remparts. Cette fois, la victoire est totale malgré la perte de la moitié de leurs hommes et Gwynn reconnaît la valeur des Blackbloods qui ont permis de tenir la porte, empêchant un massacre. Garret reconnaît que sa vengeance ne l'a pas apaisé pour autant et souhaite que Tobin soit heureux avec son ex-amante. Celle-ci décide d'accueillir et de remercier les Blackbloods mais Zed a une ultime surprise pour eux : les Blackbloods invoqués comprennent des Black Fist dans leurs rangs et avec leurs Lou-Kouris, ils prennent le contrôle de la cité. Zed explique alors que les Black Fist sont aussi son peuple (et donc pourquoi il les a ramenés) mais aussi que l'Avant-poste de Gallwood a été construit par les Blackbloods des centaines d'années auparavant et que désormais il repasse sous leur contrôle, les humains étant prisonniers. Zed juge que la cohabitation n'est pas possible et somme Talon de choisir son camp. |            |                                                                 |                   |                              |                      |                            |

### Troisième saison (2020)
Elle est diffusée depuis le 8 octobre 2020.
| No. globale | No. saison | Titre                                                          | Réalisation          | Scénario                     | Diffusion américaine | Téléspectateurs américains |
| --- | ---------- | -------------------------------------------------------------- | -------------------- | ---------------------------- | -------------------- | -------------------------- |
| 24 | 1          | Pour les péchés de vos ancêtres For the Sins of Your Ancestors | Marc Roskin          | Jason Faller & Kynan Griffin | 8 octobre 2020       | 461 000                    |
| Depuis la prise de contrôle de l'Avant-poste de Gallwood par les Blackbloods 39 jours auparavant, les humains sont prisonniers et doivent tous travailler dans une carrière, soumis aux traitements brutaux des Blackbloods, notamment des Black Fist dirigés par Yobahn, pendant que la reine Gwynn est retenue prisonnière dans ses appartements. Elle est de plus victime d'une tentative de meurtre par Kezzun, un Black Fist, uniquement sauvée par Zed et sa kinj. Pendant ce temps, Tobin, Garret, le capitaine Weldon Calkussar et Sammy creusent un tunnel clandestin pour tenter de libérer Gwynn. Zed dirige l'ensemble des Blackbloods et tente de convaincre Talon d'invoquer tous les Blackbloods encore bloqués sur le Plateau des cendres et des ombres, ce qu'elle refuse, étant donné le traitement infligé aux humains. Il exige surtout que Yavalla, dernière prophétesse Blackblood, soit invoquée mais Talon n'a pas confiance. Elle va retrouver Gwynn après sa tentative de meurtre pour lui expliquer qu'elle ne l'a jamais trahie, qu'elle travaille avec les Blackbloods uniquement pour tenter de maintenir Zed au pouvoir, plutôt que les Black Fist. Janzo, qui tente encore de réconforter Munt depuis la mort de leur mère Elinor, voit débarquer Wren, une alchimiste Blackblood (apportant une boîte à verrouillage d'alchimiste) qui réquisitionne sa brasserie/laboratoire et le chasse. Désormais sans-abri, il se réfugie chez Talon malgré son ressentiment. Les tensions continuent de monter et Zed manque d'être renversé par un groupe de Black Fist dirigés par Yobahn mais parvient, avec Talon à les battre. Wren, fille de Yavalla, a du mal à se retrouver dans le laboratoire de Janzo : celui-ci n'étiquette pas ses produits, même les plus dangereux, qui sont rangés par ordre chronologique où il les a sentis, comptant sur sa « mémoire chimio-sensorielle », ce qui constitue une mesure anti-intrusion et il se moque de Wren qui annonce, furieuse, se passer de son aide et synthétiser ses propres composants. À la carrière, un très rare petit cristal d'abracite est enfin trouvé et donné à Wren et les humains peuvent enfin cesser d'y travailler. Alton, blessé et dispensé de travailler une journée, a trouvé une occasion de sauver Gwynn : ils vont profiter de ce que les Lou-Kouris seront temporairement retirés des portes de la ville afin d'y faire passer des moutons pour faire évader la reine, de plus, le tunnel est achevé. Cependant, ils sont malgré tout arrêtés par les Blackbloods et un Lou-Kouri embusqués et conduits devant Zed. Là, Yobahn exige une exécution et Talon ne peut le convaincre de l'en empêcher. Cependant, étant donné que seuls Tobin et Garret plaident coupable, Gwynn est épargnée. Talon cède alors et accepte d'invoquer Yavalla immédiatement s'ils sont tous épargnés. Une fois celle-ci arrivée et mise rapidement au courant des événements dans l'Avant-poste de Gallwood, elle s'excuse devant la reine Gwynn pour les mauvais traitements infligés aux humains, assure qu'elle ne veux que la paix et libère tous les humains mais, ne pouvant risquer de représailles de l'extérieur, elle les confine dans l'enceinte de la ville et laisse Gwynn sous surveillance. Janzo retourne aussitôt dans son laboratoire et décide d'aider Wren lorsqu'il la voit réussir à créer ses ingrédients. Talon emmène Garret chez elle pour le soigner et doit aussi l'expliquer qu'elle soutient toujours les humains. Plus tard, lors d'une conversation avec Yavalla, Talon apprend qu'il existerait, en plus du Plateau des cendres et des ombres, un autre monde, paradisiaque, où les Blackbloods pourront s'y rendre mais que la clé (une kinj) est quelque part dans l'Avant-poste de Gallwood. Une fois Gwynn au courant, elle accepte que les humains restent pacifiques, d'autant plus qu'ils seront tous libérés. Cependant, Garret décide d'assassiner Kezzun pour venger sa tentative de meurtre. |            |                                                                |                      |                              |                      |                            |
| 25 | 2          | Promesse de paix The Peace You Promised                        | Milan Todorović (en) | Jason Faller & Kynan Griffin | 15 octobre 2020      | 588 000                    |
| Garret est arrêté juste après avoir tué Kezzun et manque d'être pendu sur place par les Black Fist de Yobahn mais Zed exige un procès. Conduit devant Yavalla, il est condamné à mort par noyade (tradition Blackblood, exploitant leur peur de l'eau), ayant reconnu avoir tué pour vengeance (Gwynn étant toujours vivante). L'exécution est rendue publique afin de servir de leçon. Cependant, Garret est ranimé dans les égouts par Munt. Janzo lui avait en effet donné un élixir simulant la mort et un antidote pour le réveiller. Talon lui reproche son comportement irréfléchi et lui annonce qu'il doit rester caché ici mais, amoureuse de lui, reste allongée avec lui. Elle annonce ensuite à Gwynn la survie de Garret. Talon va parler à Yavalla sur sa présence ici, ne la croyant toujours pas mais celle-ci lui parle plutôt du père de Talon, Sai-vek Redwan, qu'elle prétend avoir connu sur le Plateau des cendres et des ombres. Bien que la mère de Talon a affirmé qu'il était mort en les sauvant, elle l'aurait en réalité expédié de l'autre côté où il aurait vécu en solitaire jusqu'à sa mort, survenue récemment. Gwynn se plaint d'être enfermée seule et obtient une visite quotidienne de sa servante Warlita. Wren, de son côté, ne parvient pas à ouvrir la boîte à verrouillage d'alchimiste et en discute avec Janzo après que sa mère Yavalla soit venue aux nouvelles (il a entendu que son contenu pouvait amener la paix). À deux, ils finissent par trouver la bonne combinaison pour ouvrir la boîte et y trouvent une carte de l'Avant-poste de Gallwood datant d'il y a 700 ans marquant l'emplacement de la kinj, ce qui réjouit Yavalla. Pendant ce temps, Gwynn parvient à retrouver Tobin, échangeant sa place avec Warlita, et lui demande d'aller à Aegisford via un chemin de contrebande connu par Munt pour y ramener une armée afin d'assiéger l'Avant-poste de Gallwood. Interceptée à son retour par Yobahn, elle est défendue par le capitaine Weldon Calkussar, qui se fait tuer par Yobahn. Gwynn exige auprès de Yavalla, arrivée entre-temps, la même justice et celle-ci accepte que Yobahn soit condamné à mort publiquement. Plus tard, Munt et Tobin s'échappent et vont à Aegisford malgré les réticences de Munt. Pendant ce temps, dans la ville, Wren et Janzo finissent par trouver l'emplacement désigné par la carte : chez Talon, qui occupe l'ancienne demeure du forgeron, qui était forcément au courant. En effet, dans sa fosse à sable, est cachée une trappe couverte de symboles yindrians ouvrant sur un puits profond. |            |                                                                |                      |                              |                      |                            |
| 26 | 3          | Une vie pour une vie A Life for a Life                         | Milan Todorović      | Jason Faller & Kynan Griffin | 22 octobre 2020      | 428 000                    |
| Yavalla et Zed sont prévenus de la découverte du puits qui semble mener aux antiques niveaux de la ville. Tous décident que Yavalla, Wren, Janzo et Talon iront l'explorer tandis que Zed restera pour administrer la ville et prévenir Gwynn de la situation. Il en profite pour lui faire remarquer qu'il a compris qu'elle a envoyé Tobin à Aegisford pour chercher une armée. Devant son manque de coopération, il envoie son Lou-Kouri Vikka rechercher Tobin et enferme Gwynn dans ses appartements, sans visites. Yavalla, Wren, Janzo et Talon arrivent au fond du puits dans une salle recouverte de symboles yindrians et comportant un coffre en son centre. Janzo déchiffre les symboles mais avertit que les lieux sont sûrement truffés de pièges (le sol est tapissé d'ossements et de cendres). En effet, la pièce se referme sur eux, et un feu s'allume. La pièce exigeant un sacrifice, Janzo comprend qu'il doit utiliser la troisième clé trouvée dans une serrure cachée dans le feu. Ils parviennent à une autre pièce qui se referme sur eux aussi : elle contient également les squelettes de visiteurs précédents qui n'ont visiblement jamais trouvé la sortie. Comme les murs sont recouverts d'écriture yindriane qu'ils maîtrisent tous sauf Talon, ils tentent d'y trouver des indices et Talon en profite pour parler de son père à Yavalla : elle a reconnu la boîte de Wren comme ayant appartenu à son père ce que lui confirme Yavalla, il la lui a donnée. Talon lui reproche toujours d'avoir abandonné sa famille. Cependant, la lecture s'avère longue et tous commencent à manquer d'air. Après avoir éteint leurs torches, ils remarquent des symboles lumineux et des empreintes de main sur lesquelles appuyer, ce qui ouvre une porte mais coupe la pièce en deux par une grille. Malgré l'avis contraire de Yavalla, ils comprennent que c'est un piège et laissent la porte se refermer, ce qui ouvre la bonne porte et l'accès à la commande de la grille. Tous peuvent poursuivre l'exploration. Ils arrivent dans une pièce remplie de pièges meurtriers mais Talon parvient à passer de l'autre côté, ce qui désactive les défenses du lieu et révèle le kinj, contenu dans un serpent qui tombe en poussière après avoir piqué Yavalla pour lui transférer le kinj. Pendant ce temps, Gwynn réclame Zed et parvient à l'empoisonner. Elle lui indique qu'il a une journée pour rappeler son Lou-Kouri Vikka sinon, sans antidote, il mourra mais celui-ci réplique que sa bague-sifflet ne porte pas aussi loin et fait enfermer Gwynn et fouiller ses appartements. Tobin et Munt, bien que poursuivis par Vikka, atteignent les remparts d'Aegisford et envoient un oiseau messager à Gwynn qui affirme alors qu'il n'y a jamais eu de poison. Yavalla annonce la fin de la domination Blackblood lors d'un discours puis demande un entretien privé avec Gwynn. Là, son kinj devenu blanc se divise en deux et un kinj jaune est transmis à Gwynn : Yavalla peut désormais la contrôler, voir par ses yeux et a accès à ses pensées. Elle apprend donc que Garret est encore en vie et veut qu'il les rejoignent. |            |                                                                |                      |                              |                      |                            |
| 27 | 4          | La clé du paradis The Key to Paradise                          | Orsi Nagypal         | Jonathan Glassner            | 29 octobre 2020      | 438 000                    |
| Gwynn est libérée et va retrouver ses amis. Cependant, elle est en réalité contrôlée par Yavalla et obtient de Talon la cachette de Garret. Yavalla y envoie rapidement une équipe de Blackbloods mais ils sont vaincus par Garret et Talon qui soupçonne Gwynn mais celle-ci dément. Pendant ce temps, à Aegisford, Tobin apprend de Gertrusha qu'il n'a plus assez de soldats pour en envoyer à l'Avant-poste de Gallwood mais son amie d'enfance, Falista, ayant hérité de son mari lord Relman, lui propose 2 000 combattants en échange d'un mariage. Tobin, bien qu'amoureux de Gwynn, finit par accepter afin de lui sauver la vie. À l'Avant-poste de Gallwood, prétextant une « expérience scientifique », Wren et Janzo ont un rapport intime. De son côté, Gwynn transmet un nouveau kinj à Sammy et lui ordonne de le diffuser aux autres. Yavalla tente également d'en transmettre un à Talon mais son Asterkinj bloque le transfert et Talon s'enfuit. Yavalla transmet le kinj à un Blackblood et est furieuse contre Zed qui ne lui avait pas dit qu'une personne possédant un kinj ne peut pas en recevoir d'autres. Elle lui affirme que le paradis est en réalité à l'intérieur d'eux-mêmes. Garret, qui a surpris Sammy en transmettre à une Blackblood, court prévenir ses amis et Janzo déduit qu'il s'agit d'un esprit collectif, de ruche et que Yavalla doit pouvoir voir et contrôler tous les hôtes dont Gwynn. Ils vont prévenir Zed car immunisé par sa propre kinj mais il ne les croit pas, jusqu'à ce que Wren rapporte avoir fuit sa mère pour éviter une kinj. Tous conviennent que forcer les gens à en recevoir n'est pas paradisiaque. Ils ne peuvent empêcher Gwynn d'approcher Tobin qui revient avec une armée. Elle est heureuse et lui annonce qu'ils vont pouvoir enfin reverser le Premier Ordre et se marier. |            |                                                                |                      |                              |                      |                            |
| 28 | 5          | Aux ordres de Yavalla Under Yavalla's Control                  | Orsi Nagypal         | Laura Whang                  | 5 novembre 2020      | 438 000                    |
| Talon, Janzo, Zed (qui récupère son Lou-Kouri Vikka) et Garret décident de capturer Tobin et de vérifier s'il a été infecté, ce qui semble ne pas être le cas. Zed suppose qu'il ne peut pas contrôler les membres des Unis. Ils décident de tendre un piège à Yavalla en envoyant Tobin attaquer Gwynn. Au cours des combats, Sammy est tué mais Yavalla et Gwynn sont maîtrisés. Zed remarque qu'il peut contrôler les Unis mais pas Yavalla elle-même. Lorsque Tobin demande pourquoi Gwynn ne l'a pas infecté tout de suite, elle répond qu'elle ne pouvait pas encore et Janzo en déduit une période de gestation des kinjs. En réfléchissant, il suppose que tuer la reine de la ruche Yavalla libèrera les Unis mais Wren s'y oppose. Gwynn souffre de ne pas pouvoir transmettre sa kinj à temps, ce qui peut la tuer à terme, et Yavalla lui donne un rat qui s'en va transmettre une kinj à Tobin. Garret arrive peu après et tente de raisonner Gwynn mais manque d'être infecté par Yavalla et il la frappe mortellement pour s'échapper. Cependant Yavalla se relève indemne. Garret va avertir son groupe pendant que Tobin libère les Unis. Lorsque Wren, qui a entre-temps pris conscience d'être amoureuse de Janzo, apprend cette histoire, elle décide d'aller voir sa mère pour seulement constater qu'ils sont déjà loin et avec leur armée. Face à la crise, la population est prévenue et Talon est nommée dirigeante de la ville, avec comme subordonnés Garret et Zed. Plus tard, Janzo attrape le rat porteur de kinj et comprend ce qui s'est passé. Ils déduisent aussi que Yavalla est sûrement en route vers la capitale et qu'il faut la rattraper rapidement. Cependant, celle-ci commence à étendre son influence dans les villages traversés. |            |                                                                |                      |                              |                      |                            |
| 29 | 6          | Meurtres en série Kill the Rat, Kill the Kinj                  | Jonathan English     | Jason Faller & Kynan Griffin | 12 novembre 2020     | 419 000                    |
| Talon, Garret et Zed arrivent dans un village, seulement pour constater que les kinjs se sont déjà répandus. Yavalla en profite pour leur parler de l'harmonie et de la paix mais Talon, Garret et Zed rentrent à l'Avant-poste de Gallwood dont ils veulent faire un sanctuaire jusqu'à ce qu'un remède soit trouvé. Ils envoient également un ordre à Gertrusha à Aegisford pour confiner sa ville. Malgré le danger, ils continuent d'accueillir des gens à l'Avant-poste de Gallwood sans toutefois être sûrs qu'ils sont non-infectés. Janzo et Wren continuent les expériences sur les rats et parviennent à calculer le temps exact de gestation. Ils remarquent également qu'après division, les rats cherchent désespérément à transmettre leur nouvelle kinj, ce qui leur donne l'idée d'en faire un détecteur à Unis (sur lesquels les rats ne tenteront pas de transmettre leur kinj). Ils échouent cependant à trouver comment retirer les kinjs des hôtes sans les tuer. La servante Warlita est embauchée par Munt à l'Auberge de la Belladone mais ils sont chargés par Janzo de récupérer plus de rats. Ils trouvent alors une main humaine et beaucoup de sang, indiquant un meurtre, avec un symbole sur un mur. Garret est chargé de l'enquête et il fait appel à Janzo. Talon reconnaît un symbole de son village et Janzo y voit un lien avec un vieux culte humain, vénérant les Lou-Kouris, probablement réactivé depuis leur retour. Un second corps est trouvé au même endroit que le premier et là, des traces de Lou-Kouri sont relevées : les victimes sont donc offertes en sacrifice aux Lou-Kouris et Munt s'inquiète pour Warlita, qui semble être la prochaine victime, ayant disparu. Talon comprend que la seule Lou-Kouri ayant pu manger des humains est Xaba, celle de Yobahn, formée pour être vicieuse. Talon pense malgré tout pouvoir la maîtriser mais finalement, seule la gentillesse finit par avoir raison d'elle. Lors du sacrifice de Warlita, les meurtriers sont tous arrêtés, Xaba ne leur obéissant plus. Warlita peut retrouver Munt dont elle semble amoureuse. Janzo et Wren découvrent que les rats meurent plus vite lorsqu'ils transmettent leur kinjs : en extrapolant, les humains n'ont plus que 30 jours à vivre et Gwynn était la première infectée. Talon leur donne trois jours pour réussir, ensuite elle partira rattraper Gwynn avec ou sans remède. Les kinjs arrivent cependant à la capitale et se répandent parmi les soldats du Premier Ordre. |            |                                                                |                      |                              |                      |                            |
| 30 | 7          | Tuer la prophétesse Go Ahead and Run                           | Jonathan English     | Jason Faller & Kynan Griffin | 22 novembre 2020     | 376 000                    |
| Yavalla, Tobin et Gwynn se présentent à la capitale avec leur armée. Deux et Trois tentent de fermer les portes mais leurs propres soldats les arrêtent. Trois se téléporte et Deux est arrêtée. C'est la fin du Premier Ordre. Gwynn est reconnue reine et Yavalla est proclamée déesse. À l'Avant-poste de Gallwood, Janzo et Wren tentent de trouver une toxine anti-kinj après avoir écarté la chirurgie. Le reste du groupe suggère à nouveau de tuer Yavalla et Janzo propose une bombe incendiaire pour éviter la régénération mais sans garantir que cela fonctionnera vraiment ni si les Unis seront libérés. Talon, Garret et Zed partent vers la capitale et nomment Janzo dirigeant intérimaire, aidé par Wren et les Lou-Kouris. Sur le chemin de la capitale, Talon, Garret et Zed croisent Jaaris, ex-soldat du Premier Ordre qui confirme la chute du royaume, causée par les kinjs, dont il entend massacrer les hôtes jusqu'au dernier, aidé par son groupe. Il leur annonce avoir entendu que l'Avant-poste de Gallwood est un lieu non infecté et s'y rend. Cependant, Yavalla parvient à y introduire discrètement Liecia, une Unie, en prenant le contrôle du rat détecteur. Elle fait suivre également le groupe qui se rapproche de la capitale et tente d'infecter Garret. Janzo fait face à une population accrue et des ressources limitées mais continue d'accueillir les non-infectés dont le groupe de Jaaris, malgré ses doutes. Ceux-ci tentent après une dispute avec Janzo de s'emparer des réserves alimentaires de la cité, lorsque Janzo et ses soldats tentent de s'y opposer, Jaaris révèle posséder le kinj rouge de Un qu'il a volé au serviteur chargé de le rendre au Premier Ordre. Il parvient à maîtriser la foule et les Lou-Kouris, se proclame nouveau chef et ordonne l'arrestation de tous les Blackbloods. Il assure ne plus vouloir nourrir tout le monde et éliminer les plus faibles. Janzo utilise alors les bagues-sifflets pour demander aux Lou-Kouris de chasser pour nourrir les autres. Pendant ce temps, Talon, Garret et Zed parviennent à la capitale pour voir qu'elle est déjà tombée et s'y introduisent par un tunnel. Ils y croisent des réfugiés qui leur apprennent ce qui s'est passé et poursuivent leur recherche de Yavalla, de Tobin et de Gwynn. Ils échouent à trouver Yavalla qui les repère par ses Unis mais aperçoivent Tobin et Gwynn, siégeant dans la salle du conseil, visiblement mourants. |            |                                                                |                      |                              |                      |                            |
| 31 | 8          | Mourir, c'est douloureux Dying Is Painful                      | Milan Todorović      | Laura Whang                  | 29 novembre 2020     | 254 000                    |
| Talon et Garret décident de récupérer le couple royal tandis que Zed est chargé de faire diversion. Gwynn leur apprend que Deux est en prison et ils décident de la retrouver. Deux leur apprend que Trois s'est sauvé et que Un n'est jamais revenu de l'Avant-poste de Gallwood (tué par Talon). Ils décident alors de tuer le couple royal pour les débarrasser de leur kinj puis de forcer Deux à les ressusciter grâce à sa kinj, en échange de l'asile à l'Avant-poste de Gallwood. Deux accepte mais leur apprend qu'il faut d'abord qu'elle absorbe la vie d'autres personnes pour cela et bien que cette méthode ne leur plaisent pas, ils acceptent de sacrifier un prisonnier fou pour Gwynn et Deux tue un autre après la mort de Tobin, également ressuscité. Tous reprennent le chemin de l'Avant-poste de Gallwood et Deux leur reproche tous les événements, surtout aux Blackbloods, qui auraient dû mourir comme ils l'avaient ordonné. Elle pense même qu'ils ont ramené le kinj blanc du Plateau des cendres et des ombres mais Talon dément. Pendant ce temps, à l'Avant-poste de Gallwood, Jaaris poursuit son règne tyrannique et fait combattre à mort tous les Blackbloods les uns contre les autres dans une enceinte. Janzo est désespéré car les Lou-Kouris ne ramènent plus rien et comprend que Yavalla essaie aussi de les affamer. Il se résout à sacrifier ses rats porteurs de kinj pour nourrir la population. Liecia tente de transférer une kinj à Wren mais échoue à deux reprises : elle est contrainte d'en transférer une à un soldat de Jaaris (qui se fait tuer) et se fait tuer par Jaaris en tentant d'infecter Wren. Jaaris, furieux, verrouille la cité. Il décide de combattre à mort Wren malgré les protestations de la baronne Falista, arrivée peu avant. Talon s'infiltre peu après avec son groupe dans la ville et le vainc en combat puis lorsqu'elle se rend compte qu'il porte le kinj rouge de Un contre lequel elle est immunisée, le tue pour détruire définitivement ce kinj mais, à l'insu de tous, celui-ci survit hors de son hôte et parvient à Falista, sans que celle-ci n'en prenne conscience. |            |                                                                |                      |                              |                      |                            |
| 32 | 9          | À la recherche de Yavalla She Is Not a God                     | Imogen Waterhouse    | Jason Faller & Kynan Griffin | 6 décembre 2020      | 341 000                    |
| Gwynn récupère le contrôle de l'Avant-poste de Gallwood et apprend entre autres que Tobin est désormais marié à Falista. Deux est jetée en prison. Elle apprend à Talon qu'il existe un kinj noir, capable de tuer par contact et donc très dangereux mais le Premier Ordre ne l'a jamais trouvé. Talon déduit qu'il est sur le Plateau des cendres et des ombres. Deux est montrée aux soldats de Jaaris, comme une simple humaine, méconnaissable et vaincue. Ils jurent fidélité à la reine, qui les gracie malgré les objections de Zed, mais s'empressent de faire évader Deux de la ville. Tobin et Gwynn font des rêves, vestiges des souvenirs de la conscience collective des Unis et en déduisent un moyen de trouver Yavalla : il suffira de suivre des pèlerins. Tobin fait face de son côté à Gwynn qui le rejette puis à sa femme Falista qui lui reproche de s'être remis à boire car découragé. En colère, elle lui inflige une douleur avec sa kinj, toujours inconsciente de ce pouvoir. Janzo finit par reconstruire un nouvel engin incendiaire et le remet à Talon, à l'insu de Wren qui cherche toujours un remède. Finalement, tous deux finissent par en trouver : le sceau de la carte du kinj contient de la sève de Ficter mais comme ce buisson est une espèce éteinte depuis 200 ans, la seule quantité disponible est celle du sceau, ce qui est suffisant pour trois doses. Ils en injectent une sur un Uni, ce qui expulse la kinj de son corps et le guérit. Bien qu'ils n'ont aucune assurance que cela fonctionnera sur le kinj blanc de Yavalla, ils décident de tenter quand même le coup. Ils partent avec Munt et mettent Gwynn au courant à la porte de la ville. Celle-ci est de plus en plus désespérée, Tobin et Falista étant eux-aussi partis avec la centaine de soldats qui leur restaient, sans l'avoir annoncé. Alors que Talon suivent les pèlerins qui s'arrêtent régulièrement pour les retarder (un faucon Uni les épie) et affrontent des soldats Unis, toujours pour les retarder, Wren, Janzo et Munt s'annoncent directement aux Unis et Yavalla leur ouvre rapidement un passage jusqu'à elle, à moins d'une journée de marche de l'Avant-poste de Gallwood, dans un ancien temple Blackblood. |            |                                                                |                      |                              |                      |                            |
| 33 | 10         | Après le paradis et l’enfer From Paradise to Hell and Back     | Kurt Knight          | Justin Patridge              | 13 décembre 2020     | 257 000                    |
| Wren tente de raisonner sa mère mais celle-ci essaie toujours de la convaincre de rejoindre les Unis et tente de l'infecter. Elle injecte alors le remède mais il n'a aucun effet sur le kinj blanc et tous sauf Janzo se font infecter. Là, Wren prend conscience que lorsque les Unis meurent, leur conscience survit dans l'esprit collectif. Janzo se sauve et est extrait par Zed et Talon mais ils doivent utiliser leur bombe. Janzo, une fois réfugié dans la forêt, parvient à en reconstruire une. Tobin et Falista reviennent l'Avant-poste de Gallwood avec les réserves alimentaires d'Aegisford, sous les acclamations de la population, ce qui irrite Gwynn. Falista propose à la reine de nommer Tobin au poste de conseiller en chef, vacant depuis la mort d'Elinor, mais Gwynn est réticente. Au cours de la conversation, elle lui apprend qu'elle est une cousine éloignée, donc membre de la famille royale mais à la suite d'une remarque sur Tobin, s'énerve et déclenche sa kinj, toujours sans en avoir conscience. Gwynn nomme finalement Garret conseiller en chef. Pendant ce temps, Yavalla apprend que Gwynn a ressuscité grâce à Deux. Zed et Talon reviennent brûler vive Yavalla et la décapiter mais sans effet. Janzo parvient à guérir Wren et tous parviennent à s'enfuir. Yavalla décide alors de s'en prendre à l'Avant-poste de Gallwood. |            |                                                                |                      |                              |                      |                            |
| 34 | 11         | Le choix d'une reine The Hardest Part of Being Queen           | Kurt Knight          | Jason Faller & Kynan Griffin | 20 décembre 2020     | 316 000                    |
| Falista, au cours d'une audience avec la reine, s'énerve et manque de la tuer ainsi que Garret. Ils se rendent comptent qu'elle a le kinj rouge et l'arrêtent. Tobin vient la voir et se rend compte qu'elle ne maîtrise pas du tout son pouvoir et va en faire part à la reine. Celle-ci est convaincue de l'intégrité de Falista quand la baronne tente de lui donner la kinj plutôt que s'en servir. La reine la libère et lui demande d'aller voir Talon et Zed, porteurs de kinjs. Talon et son groupe retournent à la ville et Wren lui apprend que sa mère a probablement volé la boîte contenant la carte du kinj à son père. Talon pense alors qu'il est en encore en vie et doit savoir où se trouve le kinj noir, seule arme capable de vaincre Yavalla et décide de se rendre sur le Plateau des cendres et des ombres mais il lui faut une carte des lieux. Comme celle-ci n'est pas assez précise, ils décident de faire appel à Corven, assistant de Yavalla, frère de Zed et resté de l'autre côté. Wren décide de partir avec Zed et Talon car elle pense être la seule à pouvoir interagir avec Corven, devenu fou et amoureux d'elle. En même temps, un arnaqueur se présente et vent des remèdes anti-kinj mais se fait démasquer et arrêter par Janzo mais certains Unis parviennent à s'infiltrer et ouvrent les portes de la ville la nuit. |            |                                                                |                      |                              |                      |                            |
| 35 | 12         | La mort est immortelle Where Death Lives                       | Milan Todorović      | Jason Faller & Kynan Griffin | 27 décembre 2020     | 313 000                    |
| Talon, Zed et Wren sont immédiatement attaqués par Corven dès leur arrivée sur le Plateau des cendres et des ombres. Wren parvient à le convaincre de les conduire à la grotte où Yavalla a affronté Sai-vek Redwan, le père de Talon. Elle explique qu'il fait partie des trois soldats survivants sur les huit qui accompagnaient Yavalla mais comme il semblait empoisonné, elle lui a donné une infusion de sang de ver de feu, seule créature immunisée contre les poisons disponible, ce qui l'a guéri mais rendu fou et en adoration d'elle. Comme Corven n'arrête pas de répéter que la mort est dans la grotte, Talon pense qu'il s'agit bien du kinj noir. Ils arrivent sur le lieu des combats et trouvent Sai-vek Redwan, cloué au sol par plusieurs lances. Ils remarquent qu'il est encore frais mais quand ils s'approchent, celui-ci se réveille et leur demande de ne surtout pas le toucher sinon ils mourront. Pendant ce temps, l'infection de l'Avant-poste de Gallwood se poursuit discrètement jusqu'à ce que les soldats Unis abandonnent les portes. Là, Janzo se rend compte de l'ampleur du problème et parvient à fuir de justesse. Tous se replient vers le donjon sauf Tobin qui retourne chercher sa femme Falista (bien que celle-ci avait voulu le libérer de son mariage, Tobin a insisté pour rester avec elle et l'avait annoncé à Gwynn), bloquée par des Unis qui tentent de la tuer quand ils s'aperçoivent qu'ils ne peuvent pas l'infecter. Tobin parvient à l'extraire mais est mortellement blessé en chemin. Ils ont le temps d'atteindre le donjon mais Janzo ne parvient pas à sauver Tobin. |            |                                                                |                      |                              |                      |                            |
| 36 | 13         | La violence ne résout rien Violence Is Futile                  | Milan Todorović      | Jason Faller & Kynan Griffin | 3 janvier 2021       | 290 000                    |
| Sai-vek est libéré des lances. Il explique que Yavalla l'a bien attaqué pour récupérer la boîte du kinj blanc et l'a fait neutraliser avec les lances pendant que Corven s'est fait mordre par un serpent en ouvrant un coffre contenant la boîte puis abandonner par Yavalla. Il explique que le Terakinj (le kinj noir) peut même tuer Talon (qui s'est présentée comme sa fille et porteuse de l'Asterkinj) et donc probablement Yavalla. Il a acquis ce kinj des années auparavant, donné par un Dragman, alors qu'il tentait d'empêcher le Premier Ordre de trouver les kinjs. Depuis, il doit vivre seul, sans pouvoir toucher quiconque et sa femme l'a envoyé dans ce monde par un portail. Bien que blessé, il demande à pouvoir accomplir cette mission, refusant de transmettre son fardeau à un autre. Il explique aussi que les deux kinjs seront détruits mais également les deux hôtes. Ils repartent pour l'Avant-poste de Gallwood sauf Corven qui préfère rester, loin des deux kinjs. Dans la cité, seul le donjon résistait encore aux Unis, défendu par les troupes de Gwynn. Sûre de sa victoire, Yavalla a accordé une trêve afin de laisser le temps aux occupants de se rendre mais ils refusent bien que certains de perdre car une foule toujours plus nombreuse se masse dans la plaine. Lors de l'assaut, Falista parvient à contrôler sa kinj avant d'être frappée d'une flèche. Janzo part chercher des remèdes mais est infecté et lorsqu'il revient, c'est pour assommer Falista avec une grosse pierre. Cette fois, Yavalla sait qu'il n'y a plus de résistance possible et lance l'assaut général. Quasiment tous se font infecter et c'est à ce moment-là que Talon, Zed, Wren et Sai-vek reviennent. Talon parvient à emmener Gwynn et Sai-vek se barricader dans la salle du trône mais via les Unis, Yavalla prend conscience de la présence du kinj noir et envoie son Lou-Kouri Ketma clouer fermement au sol Sai-vek avec une arme avant d'arriver elle-même. Sentant Wren tenter de se suicider plutôt que rejoindre les Unis, elle va la rejoindre pour la distraire pendant que Janzo lui refile une kinj et demande à son Lou-Kouri Ketma de tuer Talon et Gwynn mais le Lou-Kouri Xaba, servant Talon, arrive et combat Ketma. Cependant, les deux femmes ne peuvent libérer Sai-vek et Gwynn lui prend sa kinj dès qu'elle apprend qu'un transfert est possible. Talon voit son père mourir et Gwynn accepte de mourir aussi pour sauver le royaume, remerciant Talon, sa meilleure amie. Elle sort avec Talon affronter Yavalla qui comprend le danger et donne l'ordre à toute la population sous son contrôle de les arrêter mais Gwynn parvient à l'atteindre. Toutes deux meurent et tombent en poussière et les Unis sont libérés. Tout le monde s'agenouille devant Talon, reconnue nouveau chef. Cependant, les deux kinjs n'ont pas disparus et s'envolent sans hôte rejoindre deux êtres non-humains, enfermés dans des sarcophages, profondément enfouis sous terre. Ils se réveillent dès que les kinjs se placent sur leur tête. Deux et Trois, qui assistaient au combat et à son dénouement, affirment qu'ils ont libéré les dieux. |            |                                                                |                      |                              |                      |                            |

### Quatrième saison (2021)
Aussi nommée Saison 3B, elle est diffusée depuis le 15 juillet 2021.
| No. globale | No. saison | Titre                                                          | Réalisation       | Scénario                     | Diffusion américaine | Téléspectateurs américains |
| --- | ---------- | -------------------------------------------------------------- | ----------------- | ---------------------------- | -------------------- | -------------------------- |
| 37 | 1          | Qui prendra le pouvoir ? Someone Has to Rule                   | Milan Todorović   | Jason Faller & Kynan Griffin | 15 juillet 2021      |                            |
| À l'Avant-poste de Gallwood, la cérémonie des funérailles de la reine Rosmund/Gwynn est organisée sur le lieu où elle s'est sacrifiée. Talon prononce un éloge funèbre, soutenue par Garret qui rappelle ses qualités et doit couronner la nouvelle reine, Talon. Cependant, malgré sa reconnaissance par le peuple, elle refuse à la dernière minute la charge de dirigeante, ne se sentant pas du tout adaptée à ce rôle. Pendant ce temps, Falista pleure aussi Tobin et reçoit la visite de Deux et de Trois qui proposent de ressusciter Tobin en l'échange de la vie de 20 autres personnes, Tobin étant mort depuis un certain temps. Plus tard, alors que Janzo, Zed et Garret évoquent le choix de Talon, ils reçoivent la visite de Falista, qui demande pourquoi les funérailles de Tobin n'ont pas encore eu lieu et leur apprend qu'elle est de lignée royale et qu'elle revendique la couronne. Janzo se charge de le vérifier et Garret va prévenir Talon, inquiet que Falista puisse régner mais Talon pense le contraire. Pendant ce temps, les nouveaux hôtes des kinjs blanc et noir, êtres non-humains, nommés Vorta (une femme) et Tera (un homme) reprennent pleinement conscience et ouvrent leur sarcophage, sans toutefois en sortir, ils parviennent à communiquer entre eux malgré la distance et comprennent qu'ils sont les seuls à s'être réveillés mais qu'ils se retrouveront et se réveilleront tous. À l'Avant-poste de Gallwood, Zed prévient Wren, fille de la dernière Prophétesse/Grande Prêtresse Blackblood Yavalla, qu'elle hérite désormais de cette fonction. Wren, alchimiste et femme de science, ne connaît pas grand chose au côté mystique et pense que Zed ferait un meilleur chef mais celui-ci affirme qu'il n'est qu'un guerrier, que le poste de Grande Prêtresse est un bien transmis par le sang et que les autres Blackbloods la proclameront bientôt. Wren décide alors d'aider Janzo à vérifier la généalogie de Falista pendant que Zed, au cours d'une partie d'octor, tente de convaincre Talon de faire revenir les Blackbloods toujours prisonniers du Plateau des cendres et des ombres même si Garret trouve cela très imprudent (il y a encore des Black Fist, pas du tout informés de la nouvelle situation dans le monde humain). Plus tard, Talon, ivre, décide de rentrer chez elle et se fait agresser par une jeune combattante très douée qui lui affirme qu'elle veut la tuer et arrive à la vaincre. Talon tente sans succès d'appeler sa Lou-Kouri Xaba et décide alors d'ouvrir un portail, effrayant enfin son adversaire qui s'enfuit. Cependant, dès qu'elle active sa kinj, Vorta, porteuse de la kinj blanche, entre en contact avec Talon pour lui dire qu'elle est une traîtresse et l'entend et la voit. Lors de l'étude de la généalogie de Falista, Janzo remarque que les pointes des oreilles de Wren sont passées du noir au blanc, ce qui la surprend et inquiète Janzo. Wren le rassure sans lui en dire plus. Au jour suivant, elle croise Zed, tout aussi surpris et affirme qu'elle est enceinte mais Wren lui fait jurer de garder le silence, ne se sentant pas prête à le révéler au père, soit Janzo, et consciente que tous les Blackbloods en arriveront à la même conclusion, elle décide de se cacher les oreilles. Le cercle rapproché de Gwynn et Talon se réunit et Janzo et Wren affirment que Falista est une cousine plus proche de la lignée royale qu'elle même le supposait : elle est donc encore plus légitime à revendiquer le trône. Alors que le groupe est tenté de lui donner sa chance, une bagarre entre soldats de différentes factions (Premier Ordre et royalistes) éclate et seule Falista parvient à les arrêter avec sa kinj rouge, torturant tout le monde et les tuant presque. Elle reçoit aussi une vision de Vorta, qui l'appelle Kultor, après avoir activé sa kinj. Janzo, Garret et Talon annoncent à Falista qu'elle peut revendiquer le trône mais Garret émet des réserves sur son comportement. Falista affirme alors qu'elle n'hésitera pas à se faire craindre s'il le faut et ne sera pas aussi faible que Gwynn et elle leur apprend que cette dernière avait refusé la kinj rouge auparavant. Talon retourne chez elle pour s'y faire à nouveau agresser par la même combattante que la veille mais n'étant pas ivre, elle la maîtrise et l'oblige à s'expliquer. La jeune combattante lui apprend qu'elle cherche à venger l'assassinat de sa sœur Ilyin, le Dragman, tuée par Rebb (elle aussi une femme Blackblood, guerrière, d'où la méprise). Comme Talon lui apprend la mort de Rebb, elle estime avoir une dette envers Talon et s'en va. Elle lui apprend avoir les mêmes capacités que sa sœur (notamment lire les esprits) quoique à un niveau moins élevé. Talon va ensuite, accompagnée de Wren, disperser les cendres de son père. En chemin, ils croisent les Lou-Kouris qui n'obéissent plus aux bagues-sifflets mais ne s'en occupent pas. Après la cérémonie, Talon accepte de récupérer le trône, surtout pour empêcher Falista. Cependant, celle-ci décide de réunir une vingtaine de partisans de Tobin, s'assurant qu'ils sont prêts à donner leur vie pour lui si possible. En effet, elle accepter de les sacrifier pour ressusciter Tobin mais en contrepartie, elle doit rejoindre le Premier Ordre en tant que membre du triumvirat porteuse de kinj. Deux et Trois reçoivent aussi des visions de Vorta, qu'ils estiment être des dieux. Le peuple est réuni pour le couronnement de la nouvelle reine mais Falista parvient à doubler Talon en amenant Tobin vivant et ses conseillers, Deux et Trois. Elle est donc acclamée reine et Tobin devient roi. |            |                                                                |                   |                              |                      |                            |
| 38 | 2          | Un trône rien qu'à nous A Throne of Our Own                    | Orsi Nagypál      | Jonathan Glassner            | 22 juillet 2021      |                            |
| Garret tente de raisonner Falista sur son alliance avec le Premier Ordre puis tente de tuer Deux et Trois avant de se faire arrêter par la kinj rouge. Au lieu d'être exécuté comme le réclame Deux et Trois, le couple royal préfère l'emprisonner. La loi des dieux est rapidement remise en place et les soldats du Premier Ordre saccagent à nouveau l'Auberge de la Belladone et jettent en prison la sœur d'Ilyin pour manque de respect envers la théocratie. Falista explique à Tobin qu'elle est fidèle aux dieux, pas au Premier Ordre. Elle pense également que Vorta est un dieu qui lui parle car porteuse de kinj et donc représentante de leur pouvoir dans ce monde. Pendant ce temps, Talon et Zed décident d'aller chercher les Lou-Kouris qui semblent ne plus obéir à personne et les retrouvent en pleine forêt en train de massacrer des humains. Ils prêtent enfin attention aux bagues-sifflets mais n'y obéissent plus et assomment les deux Blackbloods avant de partir. Talon et Zed décident de rentrer, ne pouvant plus les suivre. Zed affirme alors avoir reçu la vision du visage non-humain (de Vorta) et tous deux décident de demander conseil à Wren. Pendant ce temps, Tobin vient demander de l'aide à Garret : en échange d'une allégeance au couple royal, Tobin le libèrera et il pourra contrer l'influence grandissant de Deux et Trois en qui il n'a aucune confiance, sentant Falista de plus en plus influencée, mais Garret refuse. La sœur d'Ilyin, emprisonnée à côté, se moque de son honnêteté désespérante et sympathise avec Garret. Elle apprend qu'elle est semblable à Talon à bien des égards : jeune femme colérique, qui joue à l'octor, a un don pour s'attirer des ennuis et finir en prison (en plus d'être arrivée dans cette ville reculée juste pour se venger). Elle apprend que Talon pourrait être reine et n'apprécie pas trop Falista. Jouant le rôle de pauvre fille un peu perdue, elle se fait libérer et annonce à Garret qu'elle va rembourser sa dette envers Talon. Elle parvient en effet à s'introduire dans les appartements royaux et tente de tuer Falista avant de se faire arrêter par sa kinj rouge et blesser par Tobin. Deux et Trois sont persuadés que l'assassin a été envoyé par Garret et tentent de convaincre le couple royal de le faire exécuter mais Tobin refuse. Trois menace alors Falista mais Tobin le tue. Trois transfère sa kinj à Tobin et Deux jure à nouveau allégeance à la royauté. Comme la jeune femme blessée est désormais recherchée dans toute la ville, les soldats fouillent toutes les maisons. La sœur d'Ilyin se réfugie chez Talon qui fait appeler Janzo pour la soigner. Ils réussissent à la cacher des soldats dans l'ancienne fosse du forgeron (dissimulant le passage secret vers les niveaux antiques de la ville). Talon et Zed vont retrouver Wren avec un croquis de Vorta qui ne le reconnaît pas mais est néanmoins préoccupée par la rébellion des Lou-Kouris. |            |                                                                |                   |                              |                      |                            |
| 39 | 3          | Les dieux vous remercient The Gods Thank You                   | Orsi Nagypál      | Rebecca Rosenberg            | 29 juillet 2021      |                            |
| Tobin refuse l'aide de Deux et décide d'apprendre seul à contrôler la kinj. Il parvient à l'activer accidentellement et reçoit une vision de Vorta qui l'appelle Levare. Il veut pouvoir se servir de la kinj pour protéger sa femme, ayant toujours peur de tentatives d'assassinat. Comme Falista a réembauché Warlita comme servante, Tobin décide de prendre à son service Munt, seule personne en qui il peut avoir confiance et qui peut écouter ce qui se passe partout, en tant que copropriétaire de l'Auberge de la Belladone. Celui-ci affirme que seul Garret a les compétences pour résoudre l'enquête sur l'agression de Falista. Garret refuse d'abord mais change d'avis quand il apprend que Tobin a tué Trois et pris sa place. Il jure allégeance uniquement à Tobin, qui le nomme marshal (le poste de son père Cedric Wythers), et accepte d'enquêter. Falista décide de recevoir Zed, Wren et Talon en tant que membres des Blackbloods. Elle les rassure : la politique xénophobe anti-Blackbloods ne sera pas rétablie et leur propose même un décret officiel pour consolider leurs acquis en plus d'accepter le retour de ceux qui sont toujours bloqués sur le Plateau des cendres et des ombres. En échange, elle gagnera la loyauté de cette ethnie. Wren est d'accord pour chercher tout le monde et propose même de s'y rendre pour récupérer les textes anciens et sacrés de sa mère. Cette fois, ce monde sera vidé et tous les Blackbloods (Black Fist inclus) rentreront ici. Ils devront lui obéir en tant que Grande Prêtresse. Pendant ce temps, Janzo surprend Munt tenter de trouver de l'alcool à l'Auberge de la Belladone sous les ordres de Tobin. Il comprend que si le roi est lui-même prêt à boire en cachette, d'autres le voudront aussi et décide alors d'ouvrir un speakeasy clandestin pour se faire encore plus d'argent (comme sa mère finalement). Garret va apprendre sa libération et sa promotion à Talon mais se fait agresser par Luna, la sœur d'Ilyin, qui comprend bien qu'il doit l'arrêter. Elle s'enfuit par les égouts, poursuivie par Garret et tombe sur les corps des vingt sacrifiés pour ramener Tobin, ce qui l'affecte profondément. Garret la ramène à Talon et la met au courant des derniers événements, notamment que Tobin est le nouveau Trois. Talon demande à Garret de ne pas arrêter Luna et lui parle de ramener les derniers Blackbloods : ils pourront constituer une aide contre les Trois. Les Blackbloods réalisent cependant que ceux qui sont de l'autre côté n'abandonneront pas leurs Lou-Kouris mais qu'une fois ramenés ici, ils devront les maîtriser pour éviter une nouvelle rébellion. Talon, Zed et Wren se rendent alors sur le Plateau des cendres et des ombres. Cependant, ils découvrent que tous les Lou-Kouris sont morts et que la plupart des Blackbloods aussi. Ils tombent sur une poignée de Black Fist survivants qui affirment alors être responsables du massacre : ils ont gagné la guerre et veulent finir le travail en assassinant le groupe mais se font tuer en retour. Talon comprend à la suite d'une remarque d'une Black Fist que Wren est enceinte. Ils vont chez Yavalla pour constater que les textes anciens ont disparu, tout comme les enfants dont les corps sont introuvables. Zed va chercher son frère Corven, celui-ci ayant peut-être survécu. Pendant ce temps, Falista tente de se montrer sous un meilleur jour en distribuant des biens à la population mais se fait craindre davantage lorsqu'elle torture publiquement à mort un opposant avec sa kinj. Elle décide, avec le Premier Ordre, de faire emprisonner tous ses opposants. Tobin essaie à nouveau sa kinj et se téléporte dans la grotte de Vorta. Effrayé, il parvient à s'enfuir et le raconte à sa femme. Cependant, loin d'avoir peur, elle prend cet événement pour un signe de bénédiction des dieux et se persuade davantage d'être sur la bonne voie. Sur le Plateau des cendres et des ombres, Zed retrouve Corven qui avait récupéré les textes de Yavalla et les amène à Wren, qu'il apprend être la nouvelle Grande Prêtresse. Ils sont attaqués par d'autres Black Fist mais secourus par d'autres Blackbloods menés par Nedra, amie de Zed. Ceux-ci ont réussi à sauver les enfants et tous conviennent de quitter cet endroit, même Corven. Il prend cependant une flèche mortelle pour protéger le groupe. Zed le venge en achevant le dernier Black Fist et Talon ouvre le portail pour évacuer ce monde. Pendant ce temps, Deux retrouve tous les opposants à la royauté qui avaient été emprisonnés et aspire toute leur énergie vitale, pour servir les dieux. |            |                                                                |                   |                              |                      |                            |
| 40 | 4          | À la rencontre des dieux Going to Meet the Gods                | Kurt Knight       | Justin Partridge             | 5 août 2021          |                            |
| Deux annonce à Falista qu'elle va rendre visite aux dieux et la quitte. Tobin va en pleine nuit à l'Auberge de la Belladone (officiellement fermée) chercher de l'alcool que Munt lui fournit. Il y croise Garret qui n'a toujours pas retrouvé celle qui a tenté de tuer Falista. Il ne soupçonne pas l'existence du speakeasy où la conspiration anti-Premier Ordre s'est formée. Luna débarque dans le speakeasy, contre l'avis de Garret, mais elle affirme alors être au courant de la conspiration et menace Garret de tout révéler si jamais il la fait arrêter. Là, le portail s'ouvre et la poignée de Blackbloods survivants arrive. Pendant ce temps, Tobin intercepte un chariot rempli des corps des opposants assassinés par Deux (son pouvoir laisse une marque distinctive sur le front) et est troublé quand il en fait part à sa femme : elle était au courant et justifie le massacre, toujours plus convaincue de la voie à suivre. Wren, de son côté, doit alors accepter la charge de Grande Prêtresse, d'autant plus importante qu'ils sont les derniers Blackbloods et qu'elle seule peut les guider et leur transmettre leur culture et traditions. Elle organise une cérémonie pour rendre hommage à tous les morts Blackbloods. Talon va ensuite rendre visite à Falista qui la nomme gouverneure Blackblood, sous son autorité. Elle reconnaît un symbole issu de ses visions dans les appartements de la reine et toutes deux comprennent qu'ils ont accès aux visions de Vorta. Talon affirme que ce ne sont pas des dieux s'en va. Falista se met en colère et active sa kinj. Vorta lui demande de « libérer le Skevikor ». Talon va retrouver Wren qui finit par reconnaître la marque des Sept, symbole issu de la religion Blackblood. Ils comprennent alors que la religion du Premier Ordre est la même, sous une autre forme. Zed et Talon décident de rattraper Deux qui a aspiré beaucoup de vies et toujours ennemie des Blackbloods. Pendant ce temps, Tobin croise par hasard Luna et, remarquant sa blessure, la fait arrêter pour sa tentative de meurtre. Comme elle refuse de dénoncer ses complices (elle a en réalité agi seule), elle est condamnée à mort. Tobin va en faire part à Garret et lui fait comprendre qu'il sait que le marshal la protégeait. Apprenant que Luna n'est pas méchante et ne pouvant plus rien faire lui-même, il donne l'opportunité à Garret de la faire évader. Pendant ce temps, Falista a elle aussi compris le lien entre la religion du Premier Ordre et celle des Blackbloods et convoque Wren pour obtenir des informations sur le Skevikor. Comme Wren affirme ne rien savoir, la reine menace d'exécuter Janzo (qui s'est fait surprendre dans le speakeasy) et leur laisse deux jours pour trouver des réponses. Wren révèle à Janzo avoir menti : Skevikor signifie fin du monde en Yindrian. Tobin va annoncer à Falista l'évasion de Luna, ce qui renforce encore plus la paranoïa de sa femme concernant les conspirations. Pendant ce temps, Luna rattrape Talon et Zed, leur apprend qu'elle s'est fait bannir de l'Avant-poste de Gallwood et décide de les suivre. Elle explique à Talon qu'elle a vécu avec sœur Ilyin et les autres Dragman potentiels dans un monastère où elles ont été formées toutes les deux (notamment au combat) mais que l'Ambassadeur Everit Dred a attaqué le monastère et tué tout le monde. Il a emmené Ilyin avec lui et laissé Luna simulant la mort parmi les corps. Ils arrivent ensuite dans un réseau de grottes en partie taillées et gardées par le Lou-Kouri Vikka, qui n'obéit toujours pas mais laisse passer Deux. Zed la renvoie avec sa kinj et tous peuvent passer. Deux va retrouver Vorta, qui contrôle les Lou-Kouris, et lui transfère son énergie vitale pour la restaurer. Vorta peut enfin sortir de son sarcophage, épiée par Talon, Zed et Luna. |            |                                                                |                   |                              |                      |                            |
| 41 | 5          | Leur sang est noir They Bleed Black Blood                      | Kurt Knight       | Jason Faller & Kynan Griffin | 12 août 2021         |                            |
| Vorta remarque Talon, Zed et Luna et les poursuit. Zed est assommé par les Lou-Kouris et Vorta utilise son pouvoir télékinésique pour faire s'écrouler un tunnel sur Talon et Luna. Pendant ce temps, Wren et Janzo apprennent à Garret leur condamnation et cherchent des indices sur Skevikor et tombent sur un livre ne pouvant être lu que par Wren, dont le texte affirme qu'il est réservé aux Grandes Prêtresses : Wren en est bien une, c'est un don qui se transmet par le sang. Wren recopie alors le livre pour le rendre utilisable par tous et finit par reconnaître les symboles Yindrian gravés sur les murs sous la ville, là où ils ont trouvé la kinj blanche de Yavalla. Ils comprennent que le Skevikor s'y trouve surement mais décident d'explorer les lieux seuls, sans donner à Falista et les dieux une nouvelle arme (surtout si elle signifie la fin du monde). Pendant ce temps, Garret va retrouver Tobin, de plus en plus inquiet du comportement de sa femme, et lui demande de proposer à Falista de remettre sa kinj rouge mais elle refuse pour ne pas trahir ses dieux et menace même de l'enfermer pour son bien. Tobin décide malgré tout de continuer à la suivre pour ne pas s'éloigner davantage d'elle, ce qui mécontente Garret, qui compare Falista aux autres tyrans qui porté cette kinj rouge avant elle. Pendant ce temps, Wren et Janzo descendent dans le labyrinthe piégé sous la ville et en utilisant une nouvelle combinaison de clés, découvrent un autre passage qui donne accès une salle comportant un autel à son centre et donnant sur salle encore plus vaste. L'autel est une représentation des Sept et semble disposer d'un verrouillage mécanique auquel il manque une clé. Wren et Janzo pensent alors que c'est le Skevikor. Pendant ce temps, Munt, qui a reçu des conseils pour séduire Warlita de la part de Tobin, décide d'organiser un dîner romantique avec Warlita et fait venir le cuisinier royal qui prépare des mets rares. Ceux-ci sont malheureusement inconnus du couple et Munt se blesse avec un oursin, ce qui met fin au dîner. Cependant, plus tard, Warlita propose à Munt un nouveau dîner. De leur côté, Talon et Luna parviennent à se libérer du tunnel et Luna reste piller le sarcophage de Vorta tandis que Talon fonce secourir Zed. Vorta, accompagnée de Deux et des Lou-Kouris retrouve Tera. Deux aspire la vie des Lou-Kouris pour revitaliser Tera qui n'hésite pas à tuer Deux avec le Terakinj (le kinj noir), ce qui libère la kinj verte, l'âme de Janya, qui fonce la retrouver. Tera décide d'appliquer le même processus à Zed, pour libérer Golu (la kinj de Zed) mais Talon assomme les deux êtres pour secourir Zed. Ils s'enfuient mais sont rapidement rattrapés par Vorta et Tera. Luna, qui avait suivi Talon, leur tire dessus avec des flèches. Bien qu'atteints en plein cœur, ils ne meurent pas mais saignent du sang noir et sont suffisamment ralentis pour que Talon, Zed et Luna s'enfuient. En chemin, ils comprennent qu'il y a un lien plus étroit entre ces êtres et les kinjs : ils portent en effet les noms des kinjs (Tera porte le Terakinj, Vorta le Vortakinj, blanc). Ils rentrent à l'Avant-poste de Gallwood et laissent Luna dehors : elle est toujours bannie même si elle compte pour eux, ils ne peuvent la protéger de Falista. Celle-ci, grâce à sa garde du corps, a amené Tobin devant le Skevikor, et ordonné à Janzo et Wren de travailler jour et nuit pour trouver la clé. Vorta décide d'envoyer un message à tous les porteurs de kinj, leur demandant de venir à la capitale. Falista retrouve Talon et Zed et lorsqu'ils lui font remarquer que les dieux veulent simplement les tuer pour récupérer leurs kinjs, Falista se montre au contraire ravie : c'est bien un pouvoir divin et elle est le vaisseau choisi pour l'accueillir, balayant rapidement la mort de Deux. Elle fait remarquer à Tobin que c'est ce qu'il voulait : céder les kinjs mais à leurs véritables propriétaires. Falista demande à Talon et Zed de les suivre à la capitale et les fait arrêter quand ils refusent. Tobin fait également enfermer Garret jusqu'à son retour par précaution. |            |                                                                |                   |                              |                      |                            |
| 42 | 6          | Au revoir All We Do Is Say Goodbye                             | Imogen Waterhouse | Rebecca Rosenberg            | 19 août 2021         |                            |
| Talon et Zed tentent toujours de convaincre Falista mais, sûre d'elle, elle refuse d'écouter. Même Tobin semble vouloir se débarrasser de sa kinj. Le kinj vert vient se fixer sur Janya qui se réveille, enterrée sous la capitale. Elle utilise son pouvoir pour aspirer toute vie, même celle des végétaux, de la ville qui avait réussie à retrouver une population et de l'ordre après la prise de pouvoir puis la chute de Yavalla et des Unis. Pendant ce temps, à l'Avant-poste de Gallwood, Wren doit faire face à ses deux obligations : travailler sur le Skevikor avec Janzo pour Falista mais également enseigner aux enfants orphelins Blackbloods comme le lui rappelle Nedra, toujours furieuse de la perte de la majorité des membres de leur peuple. Elle est également mécontente du choix de son partenaire, l'humain Janzo, et donc de l'héritage Blackblood (ce qui parvient à ébranler Wren). Pendant ce temps, Luna décide de revenir clandestinement dans la ville et trouve chez Talon l'accès au passage secret. Elle descend pour y trouver Janzo. En touchant un levier, elle active l'éclairage des lieux et révèle des symboles. La salle du Skevikor se trouve en réalité au sommet d'un tour placée au centre d'une salle souterraine bien plus vaste. Janzo apprend à Luna que Garret a été arrêté et Talon et Zed emmenés de force voir les dieux. Luna décide alors de libérer Garret et tous deux quittent la ville pour tenter de rattraper Zed et Talon. Pendant ce temps, Zed tente d'utiliser sa kinj pour se libérer, sans succès. Comme ils sont dans un véhicule en mouvement, ils ne peuvent pas non plus activer de portail pour s'enfuir. La nuit, Luna et Garret parviennent à les rattraper et les délivrer mais ils sont poursuivis par Tobin et sa kinj qu'il maîtrise parfaitement. Tobin attaque Garret et Talon, mais se laisse convaincre par eux, désespéré de l'état de sa femme. Il remet alors un insigne de pouvoir à Garret et le renvoie à l'Avant-poste de Gallwood comme représentant de son autorité, avec Talon. Il cache la vérité à sa femme. Les fugitifs se regroupent et considèrent qu'ils ne peuvent plus aider le couple royal et décident de rentrer à l'Avant-poste de Gallwood mais Luna révèle avoir reconnu un symbole du Skevikor, présent dans sanctuaire où elle a été élevée. Comme ce pourrait être la clé du dispositif, Talon décide d'accompagner Luna pour la récupérer tandis que Garret et Zed retourneront à la ville. Sous l'Avant-poste de Gallwood, Janzo montre à Wren les dernières découvertes. La Grande Prêtresse reconnaît certains symboles dont une représentation du Plateau des cendres et des ombres. Ils se demandent quel est le lien entre ce lieu et les dieux (ils s'étaient déjà posés la question du lien entre ces prétendus dieux, les Lou-Kouris et les Blackbloods, tous au sang noir). Ils remarquent également que la paroi de la grande salle est tapissée de milliers de portes heptagonales. Comme une racine a ouvert une des porte, ils tirent dessus et révèlent un caisson encastré dans le mur. Ils emportent son contenu dans le laboratoire de Janzo et parviennent à l'ouvrir : il abrite un être ressemblant aux dieux, en hibernation et toujours vivant. Il se réveille même et Janzo parvient à le soigner. Tout comme les dieux, il possède du sang noir. Pendant ce temps, Tobin et Falista atteignent la capitale, désormais morte. Même leurs chevaux refusent d'avancer et le couple royal découvre l'ampleur du massacre. De plus, le pouvoir de Janya est toujours actif et dévitalise les serviteurs du couple. Tobin les renvoie hors des murs à temps mais Falista, toujours aveuglée par sa foi, demande à continuer. Vorta détecte leur présence et les guide jusqu'à eux. Elle apprend ainsi que les deux derniers porteurs de kinjs se sont enfuis et qu'il manque la clé du Skevikor. Elle montre ses avant-bras, contenant des milliers de kinjs jaunes, âmes de ceux qui sont endormis. |            |                                                                |                   |                              |                      |                            |
| 43 | 7          | Le pouvoir des maîtres The Power of the Masters                | Imogen Waterhouse | Jason Faller & Kynan Griffin | 26 août 2021         |                            |
| Vorta décide d'envoyer une dernière vision montrant Tobin et Falista, heureux d'avoir accompli leur mission mais Tera tue Falista dès la fin de la transmission pour libérer Kultor. Tous comme les autres dieux, son pouvoir est plus fort que celui d'un porteur de kinj humain : il peut maîtriser le feu et tente de brûler Tobin mais ce dernier parvient à se téléporter après avoir amputé Tera de sa main, que Janya fait repousser aussitôt. Les dieux décident de laisser Tobin s'enfuir pour l'instant et de récupérer la clé : elle a accès à la mémoire de Deux qui savait où elle est. Pendant ce temps, au sanctuaire Dragman, Luna doit faire face à ses souvenir douloureux et constate que la clé, longue barre de métal d'une forme complexe n'est plus là, emportée par Dred à l'époque. C'est un problème car à la suite de l'effondrement du Premier Ordre, il n'y a plus personne pour savoir ce que Dred en a fait. Cependant, Luna se souvient que Dred a également emmené une femme de chambre avec sa sœur, Naya. Cela leur donne une piste : Naya est la sœur de Janzo qui avait dû servir Dred contre l'Avant-poste de Gallwood. Talon sait qu'elle vit désormais à Relman et les deux femmes décident d'aller la voir. Garret et Zed atteignent l'Avant-poste de Gallwood et se font arrêter par la garde fidèle à Tobin. Ils parviennent néanmoins à les convaincre que Garret est désormais leur chef, au nom du roi et jusqu'à son retour. Ils retrouvent Wren et Janzo et tous comprennent que les kinjs sont les âmes des sept dieux qui se réveillent un par un, Tobin et Falista étant probablement morts. Wren et Janzo veulent montrer l'être trouvé sous la ville mais malgré de fortes chaînes et son état faible, celui-ci s'est échappé. Errant dans la ville, il retrouve Warlita et lui demande dans sa langue pourquoi il n'entend pas la voix de ses maîtres et pourquoi il est le seul Kahvi réveillé et où sont les autres. Les cris de Warlita, effrayée, alertent Munt et le Kahvi s'enfuit. Ils parviennent à le retrouver et Zed le maîtrise avec sa kinj, à la grande surprise du Kahvi qui est enfermé dans la prison et interrogé par Garret, sans résultat. Zed ne peut non plus à le forcer à dire la vérité, sa kinj n'ayant pas accès à son esprit. Janzo propose d'utiliser la méthode douce et fait apporter de la nourriture. Le Kahvi révèle son nom, 313 (Trois Un Trois), tatoué derrière son oreille et affirme que ses maîtres dont Vorta ne veulent pas la paix. Lui ne fait que les servir mais n'entend plus la voix de Vorta dans sa tête : il n'a aucune volonté propre. Janzo et Wren montrent alors à 313 la chambre des Kahvis mais il est le seul éveillé, sans son « Naviaspore ». Désespéré, il se poignarde plusieurs fois avec un ombilical présent dans son caisson, sans pouvoir se reconnecter à son collectif. Wren pense qu'il s'agit du système d'ordre des maîtres. Pendant ce temps, Talon et Luna arrivent à Relman et retrouvent Naya. Elle s'est associée à un brasseur nommé Dargo et ils tiennent un établissement nommé The Shade, rendant hommage à l'Auberge de la Belladone (The Nightshade Inn en V.O.) d'Elinor. Luna, qui en veut toujours à Naya de pas l'avoir aidé lors de l'attaque du Premier Ordre, parvient à convaincre Naya de les aider à retrouver la clé, envoyée au Reliquaire de Dred : elle seule peut les conduire là-bas sans carte. En chemin, Naya leur apprend que Dred collectait tous les artéfacts mystiques ou légendaires et les amenaient dans le Reliquaire, ainsi que les gens qu'il soupçonnait de détenir des informations, torturés à mort jusqu'à ce qu'ils révèlent tout ce qu'ils savaient, en utilisant en plus le don d'Ilyin pour lire les esprits. Lorsqu'elle et Naya avaient tenté de s'enfuir, Naya a été torturée et sa famille prise en otage (et en réalité assassinée peu après). Le trio atteint le Reliquaire pour constater qu'il est toujours occupé, ayant miraculeusement échappé à l'effondrement du Premier Ordre. De plus, les gardes sont aussi fanatiques que Dred et protègeront le trésor à tout prix. Naya se souvient de la combinaison pour ouvrir les portes et les deux autres femmes abattent les deux hommes avec des flèches mais se font surprendre par un troisième, finalement tué par Naya, ce qui la perturbe : elle avait déjà tué Dred par vengeance mais pas un inconnu. Luna se sent redevable pour la mort du tortionnaire. Une fois à l'intérieur, Luna s'empare rapidement d'un objet de valeur et est attirée par des chuchotements provenant d'un reliquaire piégé : elle échappe aux lames tueuses et trouve la clé du Skevikor. Comme aucun d'entre eux n'entend les chuchotements, ils comprennent que l'objet ne s'adressent qu'aux Dragmans, comme le Vex Rezicon (le Livre des noms). Ils sortent du Reliquaire mais sont accueillis par les quatre maîtres venus récupérer cette même clé. |            |                                                                |                   |                              |                      |                            |
| 44 | 8          | L'envoûtante voix des maîtres The Pleasing Voice of the Master | Igor Ŝunter       | Jason Faller & Kynan Griffin | 2 septembre 2021     |                            |
| Les maîtres s'emparent de la clé et battent rapidement Talon et Luna tandis que Naya est renvoyée par Talon. Cependant, Tobin, qui avait suivi les maîtres depuis la capitale, parvient à récupérer la clé et Luna, blessée, est secourue par Naya qui a récupéré un cheval. Talon est assommée et emmenée. Tobin remet la clé à Janzo pour la détruire et remarque 313 qu'il prend pour un des maîtres : il veut le tuer pour ne pas prendre de risque mais Janzo et Wren s'y opposent. Il se téléporte à nouveau au Reliquaire mais ne trouve que l'épée de Talon. Une fois Garret mis au courant des événements, il laisse deux jours pour étudier la clé avant sa destruction : le groupe comprenant qu'elle sert probablement à réveiller les milliers d'autres Kahvis encore stockés sous la ville et constituant une immense armée, capable de prendre le contrôle du monde entier, battant humains, Blackbloods et Greyskins. Tobin se téléporte un peu partout dans le royaume mais ne trouve pas Talon, il rentre alors à l'Avant-poste de Gallwood. Bien que moralement effondré, il décide de continuer à gérer le royaume comme le lui rappelle Munt. Il confirme l'ordre de détruire la clé, même si cela condamne une espèce entière : les humains et les Blackbloods n'ont plus le choix face aux dieux. Janzo continue de discuter avec 313 qui lui apprend qu'il n'y avait pas de Blackbloods à son époque et que les Naviaspores sont des kinjs jaunes qui permettent d'entendre la voix de Vorta : ce sont les kinjs des Unis de Yavalla. Apparemment, les maîtres passent de monde en monde et endorment leurs serviteurs Kahvis régulièrement avant de les réveiller ailleurs. Le Plateau des cendres et des ombres, le dernier monde visité, était autrefois vert mais a été détruit, c'est pourquoi ils l'ont quitté. Garret décide d'enfermer préventivement 313. Finalement, Naya revient à l'Avant-poste de Gallwood avec Luna blessée. Wren est surprise de rencontrer la sœur de Janzo dont elle n'avait pas entendu parler. Dans la nuit, Luna se rend compte que la clé parle et note ce qu'elle dit : Janya, Kultor, Levare, Aster, Golu, Tera, Vorta (les noms des Sept) en boucle, comme une séquence. Par ailleurs, tenter de détruire la clé semble la faire hurler de douleur mais seule la Dragman peut l'entendre. Finalement, pour attirer les derniers porteurs de kinj, les maîtres décident de torturer Talon dans le tombeau sous la capitale jusqu'à ce qu'ils se rendent. Tobin décide malgré le piège de délivrer la Blackblood car il a un avantage : ceux-ci ne peuvent prévoir quand il se téléportera. Il transmet le commandement à Garret, définitivement s'il ne revient pas. Il parvient à libérer Talon mais se fait malgré tout vaincre par Tera. Les maîtres décident de réveiller Aster malgré sa trahison (il semble responsable de leur emprisonnement) et envoient un message à Zed : ils retrouveront sa kinj. |            |                                                                |                   |                              |                      |                            |
| 45 | 9          | Le prix de l'immortalité The Price of Immortality              | Igor Ŝunter       | Justin Partridge             | 9 septembre 2021     |                            |
| Talon trouve refuge dans un village où elle est reconnue comme l'héroïne qui a sauvé le royaume de Yavalla et ses kinjs mais Janya aspire les vies du village entier pour restaurer ses compagnons. Seule Talon est protégée par sa kinj mais Kultor brûle les lieux pour que les humains ne puissent plus trouver refuge. Talon parvient cependant à s'échapper vers l'Avant-poste de Gallwood sans que les maîtres soupçonnent sa présence. Une fois arrivée, elle annonce à ses amis la mort de Tobin et les deux derniers porteurs de kinj doivent penser à se cacher. Afin de concentrer la lutte contre les maîtres, le groupe décide de cacher la mort de Tobin au peuple et de garder Garret aux commandes. Janzo présente 313 à Talon et apprend l'existence du contrôle de l'armée esclave par les Naviaspores, soit les kinjs jaunes de Yavalla, déjà prêts dans les bras de Vorta. En retournant dans le Skevikor, ils comprennent que les faisceaux de tubes reliés à l'autel doivent être liés à chacun des caissons pour y envoyer une kinj. Talon et Zed apposent leur main sur l'autel et reçoivent des souvenirs d'Aster et de Golu. Talon va ensuite passer un moment seule mais est rejointe par Garret. Tous deux discutent de leur relation, du devoir de Talon envers son peuple (le protéger et engendrer une nouvelle génération pour lui assurer un avenir) qu'elle a quasiment condamné à l'extinction et de sa culpabilité. Elle va ensuite rejoindre Nedra pour lui dire d'arrêter de blâmer Zed, étant la seule responsable du non-retour des Blackbloods. Nedra ne comprend toujours pas pourquoi Zed se soucie des humains et celui-ci lui explique que le premier groupe de Blackbloods à avoir traversé a laissé Yavalla détruire quasiment ce monde avec ses kinjs, Blackbloods inclus : tout le monde étant concerné, ils ont appris à travailler ensemble. Pendant ce temps, Luna tente de découper l'objet qu'elle avait récupéré dans le Reliquaire de Dred mais l'objet hurle : c'est donc encore un lien avec les Dragmans. Elle va le porter à Janzo. Celui-ci, avec Wren, étudie toujours les textes anciens, très confus mais faisant ressortir que Aster a trahi les autres dieux et aidé les Blackbloods. Les deux alchimistes parviennent à comprendre que le médaillon de Luna est une carte des tombeaux des maîtres, révélant l'emplacement des tombeaux d'Aster et de Golu. Celui d'Aster est au temple de Vor-Anden, là où Zed avait trouvé sa kinj. La solution consiste à trouver les maîtres endormis et sans kinjs et de les détruire en espérant que Janya ne puisse les ramener à la vie. Cependant, ils ont des réserves concernant Aster, visiblement le traitre et donc un allié potentiel. Talon décide d'aller au temple de Vor-Anden avec Luna pour détruire Aster tandis que Zed ira s'occuper de Golu accompagné de Nedra et de Munt (Garret lui a appris la mort de Tobin, son ami, et il veut se venger malgré les craintes de Warlita). Garret surprend Talon en la demandant en mariage juste avant son départ et elle refuse, jugeant le moment pas du tout adapté. Pendant ce temps, Janzo apprend le concept de choix à 313 et lui parle de la séquence des noms des dieux répétée par la clé. 313 décide alors d'assommer Janzo, de récupérer la liste et la clé. Arrivé au Skevikor, il parvient à déverrouiller l'ensemble des caissons des Kahvis, la séquence des noms des Sept étant la séquence de tour de clé à effectuer pour l'aligner sur chacun des dieux. |            |                                                                |                   |                              |                      |                            |
| 46 | 10         | Une raison de vivre Something to Live For                      | Milan Todorović   | Jason Faller & Kynan Griffin | 16 septembre 2021    |                            |
| Wren et Janzo retrouvent 313 au Skevikor, désormais déverrouillé, et 313 leur demande de réveiller uniquement Lokma mais les deux alchimistes refusent et se font assommer en conséquence. Pendant ce temps, Vorta se rend compte que le Skevikor a été déverrouillé et informe ses pairs. Janya aspire les vies de villes entières pour ressusciter les deux derniers maîtres, Golu et Aster, et presque tous les Kahvi. Toutefois, deux équipes sont en chemin vers les corps des deux maîtres pour prendre de vitesse les maîtres/dieux afin de les mettre en échec : Talon et Luna pour Aster au temple de Vor-Anden et Zed, Nedra, et Munt pour Golu. Au cours de leur voyage, Talon et Luna apprennent à mieux se connaître mais Luna est choquée de voir les massacres commis par les maîtres tandis que Nedra et Zed évoquent leurs souvenirs du Plateau des cendres et des ombres. Munt semble plus intéressé par la relation entre les deux Blackbloods tandis que Nedra est fascinée par la vie de ce monde, ce qui lui permet de remarquer des fleurs poussant en plein hiver, visiblement réchauffées par une caverne souterraine, probablement la cachette de Golu. Il y est effectivement enfermé dans un sarcophage. Le groupe parvient à l'ouvrir et poignarde à mort le corps de Golu avant de se faire attaquer par Levare qui possède la kinj de Tobin mais Munt parvient à la frapper et elle se téléporte. Profitant du répit, le groupe décide de brûler complètement le corps de Golu pour s'assurer que les autres ne pourront pas le ressusciter puis ils repartent. En chemin, ils croisent Tera, porteur de la kinj noire, envoyé là pour tuer Zed et récupérer sa kinj. Levare, complètement guérie, les retrouve et bien que Zed a été réticent à l'idée de céder sa kinj à l'un de ces compagnons, il le fait quand même pour perturber Levare : elle ne sait plus qui est désormais en possession de la kinj et les trois se dispersent. Tera rattrape Zed pour constater qu'il n'a plus la kinj et se fait clouer fermement à un arbre par le guerrier Blackblood qui lui apprend le sort de Golu. Levare rattrape Munt et le transperce avec son épée : comme elle constate qu'il est le nouveau porteur de kinj, elle le laisse agoniser, le temps de revenir avec Tera pour libérer la kinj. Cependant, Nedra le retrouve et récupère la kinj avant de partir. Elle annonce vouloir passer un dernier message à Zed mais se ravise. Tera constate alors que Munt n'a plus la kinj et Levare comprend que Nedra l'a. Zed frappe à nouveau Tera, toujours affaibli par sa blessure, et Munt lui apprend la situation de Nedra alors que Levare s'échappe à nouveau. Zed va retrouver la Blackblood qui refuse de lui rendre la kinj : elle est plus rapide et Zed est blessé. Zed ne veut pas que Nedra se mette en danger et il lui avoue son amour, réciproque, et tous deux s'embrassent mais Nedra ne renonce pas à la mission pour autant. Elle est cependant rattrapée par Levare et Tera qui la tuent sous les yeux de Zed. Janya arrive à restaurer complètement le corps de Golu et le réveille. De leur côté, Talon et Luna croisent la route du charlatan qui avait vendu des faux remèdes anti-kinj jaunes de Yavalla. Il prétend désormais, grâce à quelques tours de prestidigitation, être ambassadeur des dieux devant juger quels villages seront épargnés ou détruits (en fonction de la quantité d'offrandes abandonnées par les habitants). Malgré l'urgence de leur mission, Talon décide de démasquer à nouveau le charlatan, le menace de mort et demande à l'auditoire de fuir car les ennemis sont réels : les gens doivent abandonner les centres de populations comme les villages et se cacher dans les collines. Les deux femmes atteignent le temple de Vor-Anden et Vorta transmet à Talon la nouvelle du réveil de Golu, l'avertissant que ce sera bientôt son tour. Elle pense alors que Zed est mort. Dans l'Avant-poste de Gallwood, Garret est alerté de l'évasion de 313 et trouve le laboratoire de Janzo saccagé mais se fait assommer à son tour par 313, qui a par ailleurs fait prisonniers les deux alchimistes qu'il veut contraindre à l'aider. Il décide de réveiller Lokma, son enfant, mais celui-ci ne survit pas à son réveil sans les médicaments de Janzo, qui tente son possible pour le sauver. 313 veut se venger des alchimistes et les attaque. Il est interrompu par Garret, retrouvé et réveillé par Warlita, qui arrive avec des soldats. 313 se rend, ayant renoncé à vivre mais Wren s'oppose à son exécution. |            |                                                                |                   |                              |                      |                            |
| 47 | 11         | Gardienne de l'Asterkinj Guardian of the Asterkinj             | Jake Stormoen     | Rebecca Rosenberg            | 23 septembre 2021    |                            |
| Janzo, accompagné de Garret, rend visite à 313 dans sa cellule et tente de lui faire comprendre que sa trahison (pour sauver son enfant) est un mauvais choix, sans résultats. Juste après son départ, Levare se téléporte devant 313, le libère et lui demande d'aider ses maîtres à s'emparer de ce monde : elle est étonnée que 313 a réussi à ouvrir le Skevikor sans Naviaspore. Elle apprend que Janzo, Garret et Wren (une « abomination » en tant que Blackblood) sont au courant de l'existence du Skevikor et doivent être éliminés : 313 se chargera des alchimistes et elle, de Garret. Elle tue des gardes puis se téléporte au Skevikor et fait son rapport à Vorta. Pendant ce temps, Janzo et Wren défendent 313 face à Garret qui préfère se débarrasser de lui et des autres Kahvi avant que les dieux ne les activent. Plus tard, Wren, qui, en tant que membre d'une espèce persécutée, ne peut se résoudre à en condamner une autre, pense qu'il faut au contraire continuer à enseigner les choix à 313 : ses mauvais choix l'ont rendu plus sensible à la compassion envers son enfant, en réveillant donc les Kahvi avant les dieux, ils ne seront peut-être plus obligés de leur obéir. De son côté, Zed récupère les cendres de Nedra et rejoint Munt, blessé et utilise un traineau improvisé pour le ramener à l'Avant-poste de Gallwood. Munt affirme que Nedra lui dit qu'elle aimait Zed mais celui-ci n'est pas dupe (même si elle avait effectivement envisagé de lui transmettre un message). La nuit suivante, 313 tente de surprendre dans leur sommeil les alchimistes mais les réveille. Wren lui demande de ne pas tuer son futur enfant, ce qui déstabilise 313 : il comprend qu'il a fait un mauvais choix et décide alors d'aller sauver Garret de Levare : elle est surprise de voir un Kahvi doté de libre arbitre mais se fait poignarder par 313 et s'enfuit rapporter la situation aux autres dieux qui ne s'inquiètent pas du tout : ils ont les Naviaspores dans les avant-bras de Vorta. Au même moment, Zed arrive enfin à la ville avec Munt et tous apprennent les derniers événements : Talon est leur dernier espoir. Plus tard, Janzo et Wren vont retrouver 313 au Skevikor : il leur apprend qu'il a encore une fille endormie et le couple promet de la sauver. Ils lui pardonnent ses actes et décident de lui donner un vrai nom : 313 choisit Marvyn. Plus tard, Zed va disperser les cendres de Nedra dans la rivière tandis que Wren, Grande Prêtresse Blackblood, chante pour elle. Pendant ce temps, Talon et Luna fouillent le temple de Vor-Anden pour trouver Aster, sans succès jusqu'à ce que Luna se serve de ses pouvoirs de Dragman, à la demande de Talon. Elles découvrent une dalle enterrée, gravée d'inscriptions dont elles comprennent que le sang noir peut l'ouvrir. En effet, un dispositif est activé et révèle le corps d'Aster, simplement recouvert d'un linceul. Il tient dans ses mains un cristal blanc gravé, ce que Luna a entendu. Luna le donne à Talon mais dès qu'elle le touche, elle reçoit un message mental d'Aster, adressé au Gardien de l'Asterkinj, lui demandant de le réveiller en lui rendant la kinj. Talon doute, alors qu'elle explique à Luna que son dernier mauvais choix, ramener Yavalla, a failli provoquer la fin du monde d'où sa pression. Finalement, elle décide de réveiller Aster. Celui-ci réclame le cristal qui contient suffisamment d'énergie vitale pour le restaurer. Cependant, Vorta se rend compte de son réveil et lui fait savoir. Aster confirme qu'il a bien endormi les autres dieux à cause de leurs destructions et de son amour pour les autochtones intelligents de ce monde. Il a également caché les six kinj à Vor-Anden et donné la sienne aux Blackbloods qui l'ont transmise de génération en génération jusqu'à Talon : il active un autre mur lumineux du temple montrant l'ensemble des Gardiens de l'Asterkinj jusqu'à Talia, la grand-mère de Talon. Il précise qu'il aurait dû tuer les autres plutôt que les endormir. Il décide de donner rendez-vous à Vorta au Skevikor, surprenant les deux femmes. |            |                                                                |                   |                              |                      |                            |
| 48 | 12         | Le traître The Betrayer                                        | Milan Todorović   | Justin Partridge             | 30 septembre 2021    |                            |
| Marvyn/313 amène Janzo et Wren au Skevikor et leur demande de sauver les Kahvi : ils commencent à se réveiller seuls pour mourir aussitôt. Ils tentent sans succès de refermer le Skevikor. Aster cherche un moyen de tuer ses semblables mais Talon a un choc quand elle le touche. Aster prétend que leurs âmes sont trop liées depuis que Talon a porté l'Asterkinj depuis si longtemps. En chemin vers l'Avant-poste de Gallwood, Aster fait un détour vers les ruines de la grande forteresse Blackblood abandonnée, déjà vue par Talon et Zed lors de leur premier voyage dans la région. Il leur apprend qu'à son époque, c'était la première colonie Blackblood qui descendent tous de lui et de sa femme humaine, enterrée sous la ville. C'est un choc pour Talon de découvrir qu'elle est partiellement humaine. Aster va plus loin : de tous les mondes qu'il a visités, seul celui-ci abrite une espèce intelligente semblable à la sienne et avec laquelle il a pu se reproduire : un lien entre eux doit exister, mais remontant encore plus loin. Il ne laissera donc pas les autres les éliminer mais apprend que les humains et les Blackbloods se sont battus entre eux jusqu'au génocide du Premier Ordre puis entres Blackbloods survivants jusqu'à leur quasi-extinction. Il apprend à Talon qu'elle descend par filiation matrilinéaire de sa femme Talia et qu'elle porte toujours son nom : Talon n'est qu'une forme moderne du nom Yindrian Tallya/Talia. Il demande ensuite les sept lames ahl-kora, d'une substance étrangère à ce monde et seules capables de séparer un dieu de son âme/kinj, transmises de génération en génération. Talon présente alors la seule lame de sa mère. Cependant, elle ne peut être utilisé qu'une fois contre un dieu, reste à sélectionner le bon. Pendant ce temps, les dirigeants de l'Avant-poste de Gallwood apprennent par un éclaireur qu'il y a désormais six dieux : Golu a donc survécu mais Talon est toujours en vie mais elle choque Garret lorsqu'elle revient accompagnée d'Aster. Zed et Wren sont mis au courant, y compris de la relation entre Aster et les Blackbloods. Aster décide d'utiliser sa kinj pour trouver des solutions à leur problème : ce pouvoir de la kinj avait déjà été utilisé par Talon, ce qui lui avait permis de comprendre comment créer les portails. Cependant, le conseil dirigeant la ville ne peut courir le risque qu'Aster ne trouve pas de solutions ou trahisse sa seconde famille (après les autres dieux la première fois) et décide d'évacuer tout l'Avant-poste de Gallwood, soldats inclus, sachant que les dieux sont à trois jours de là. Juste après la publication de l'ordre d'évacuation, Talon retrouve Garret et accepte sa demande en mariage, lui avouant qu'elle l'aime depuis leur première rencontre. Janzo, Wren et Marvyn décident de rester pour sauver les Kahvi. Wren met Aster au courant de la situation et celui-ci donne la réponse : seuls les sept maîtres en même temps peuvent rendormir les Kahvi en apposant leur main sur l'autel, ou tous les revitaliser grâce aux vies emmagasinées par Janya. De plus, Aster affirme qu'il n'est pas un dieu et que les Kahvi ne sont que des outils, pas des gens. Cependant, comme les autres dieux arrivent plus vite que prévu, Janzo propose de brûler la forêt de Gallwood pour les ralentir et donner le temps d'évacuer la cité. Zed et Garret chargent une voiture d'huiles incendiaires de Janzo et vont y mettre le feu. Ils sont attaqués par Levare mais accomplissent leur mission. Aster révèle son plan : trouver un monde si hostile que les dieux ne pourront pas y survivre et les y expédier dedans. Plus tard, alors qu'il a effectivement trouvé un tel monde, complètement gelé, il précise qu'il ne peut agir contre le collectif et que c'est pour cela que les humains l'avaient aidé la première fois. Il propose donc à Talon d'ouvrir elle-même le portail. |            |                                                                |                   |                              |                      |                            |
| 49 | 13         | Rien ne dure éternellement Nothing Lasts Forever               | Milan Todorović   | Jason Faller                 | 7 octobre 2021       |                            |
| Aster ouvre un portail vers le monde complètement gelé pour que Talon puisse le retrouver quand ce sera son tour d'activer le portail. Ce monde est si froid que la pièce ou Talon et Aster se trouvent comment à geler. Aster explique ensuite que Talon devra le tuer avec la lame ahl-kora afin de récupérer l'Asterkinj car il ne peut la céder volontairement, contrairement aux humains et Blackbloods qui n'en sont pas les vrais propriétaires. Talon accepte et va retrouver Garret, consciente de la tâche énorme qui l'attend. Garret lui rappelle qu'elle ne sera pas seule et qu'ils traverseront cette épreuve ensemble. Pendant ce temps, Janzo, Munt, Zed et Wren piègent la ville mais doivent ensuite apprendre à Marvyn qu'Aster ne se soucie pas du tout du sort des autres Kahvi et même Talon pense que cette armée représente un danger. Wren parvient à la convaincre qu'il faut néanmoins les sauver. Talon va retrouver Aster avec les autres et finit par le contraindre d'essayer de sauver les Kahvi malgré le danger : les sept Maîtres doivent se retrouver au Skevikor pour que Janya revitalise les Kahvi mais Vorta pourra les asservir immédiatement après. Les humains et Blackbloods devront alors combattre les Maîtres par surprise à ce moment et Talon devra ouvrir le portail. Les six Maîtres arrivent peu après dans la ville, et Aster se présentent à eux. Il tente de les convaincre d'abandonner ce monde pour d'autres, tous aussi luxuriants mais sans habitants intelligents. Il précise qu'il ne leur montrera que s'ils réveillent d'abord les Kahvi. Cependant, les six soupçonnent une nouvelle trahison de sa part et utilisent leur volonté collective pour le soumettre. Talon amène Luna à sa maison et lui demande, une fois qu'elle-même et les Maîtres seront entrés dans le Skevikor, et s'il y a un problème, de bloquer complètement les portes pour y piéger tout le monde à l'intérieur, elle incluse, malgré la réticence de Luna. Les sept Maîtres se rendent au Skevikor et apposent leur main sur le dispositif. Janya revitalise les Kahvi puis Vorta envoie ses Naviaspores. C'est à ce moment que Talon poignarde mortellement Aster, récupère l'Asterkinj, ce qui interrompt les autres Maîtres. Garret tire une flèche explosive sur Janya et la déflagration la propulse à travers un portail vers le monde gelé que Talon a ouvert. Zed parvient à pousser Levare à travers le portail. Toutes les deux sont complètement gelées. Golu prend le contrôle de Marvyn afin que Vorta lui transmette une kinj jaune. Talon parvient à le pousser dans la grotte ou les autres Kahvi commencent à se réveiller, sous les yeux de Janzo, Wren et Munt. Golu prend ensuite le contrôle de Zed puis à la grande surprise de Talon, également de Garret (alors que Zed ne pouvait pas contrôler plus d'une personne à la fois). Elle parvient cependant à esquiver tout le monde même si Kultor tente de la brûler vive. Elle parvient au puits de sortie mais est rattrapée par Garret. Luna atteint Garret d'une flèche depuis la sortie tandis que Talon s'échappe et referme la porte. Kultor tente à nouveau de la brûler mais le feu fait plutôt s'effondrer une poutre sur Luna, la blessant. Talon la soigne. Pendant ce temps, Janzo parvient à réveiller Marvyn, mais celui-ci, désormais contrôlé, demande à toute l'armée des Kahvi de tuer les humains et Wren qui doivent se sauver, dépassés par le nombre. Ils se réfugient dans la salle de contrôle du Skevikor et bloquent les portes. Les Maîtres ont en effet quitté les lieux et Kultor parvient à ouvrir la sortie avec ses pouvoirs. Talon, désormais seule, doit affronter Garret et Zed, sous le contrôle de Golu. Ils parviennent à la maîtriser mais Talon active alors un des pièges en même temps qu'elle ouvre un portail : elle y expédie Golu, ce qui interrompt le contrôle exercé sur les deux combattants. Pendant ce temps, les Kahvi escaladent les murs de la grotte et pénètrent dans la salle de contrôle du Skevikor. Janzo, Wren et Munt s'enfuient à nouveau mais ne peuvent plus refermer l'accès de ce niveau des souterrains : ils ont bien les trois clés mais une des serrures est détruite. Ils tentent de fuir par le puits mais sont rattrapés par l'armée. Ils n'ont d'autres choix que de gagner du temps en demandant que ce soit 313 qui décide de leur sort. À la surface, Talon, Garret et Zed font face aux derniers Maîtres restants, Kultor, Tera et Vorta qui leur apprennent que même un seul d'entre eux peut remplacer leurs membres vaincus (alors que le groupe de Talon pensait avoir éliminé la menace des sept). Ils engagent à nouveau le combat, aidés par la télékinésie de Vorta. Zed et Garret poignardent chacun leur tour Kultor et le poussent à travers un portail. Tera arrive presque à surprendre Talon mais Luna lui lance un couteau puis envoie sous épée à Talon qui le transperce avec et l'envoie à travers un portail. Talon parvient ensuite à blesser Vorta avec son épée puis à l'expédier à travers le portail. Au même moment, les Kahvi sont libérés de leur contrôle et Marvyn s'adresse à eux : les Maîtres sont partis et ses amis ne doivent plus être tués, tous sont désormais libres et ne seront plus esclaves. Ils reconnaissent tous Marvyn comme chef/conseiller. Plus tard, Talon et ses proches organisent des funérailles pour Aster : il a en effet fait promettre à Talon de ne pas le réveiller pour détruire les Sept une fois pour toutes. Sa barque funéraire est donc envoyée dans le monde gelé via un portail. Un mois plus tard, la cérémonie du mariage entre Talon et Garret est organisée. Toute la population y assiste, dont les Kahvi. Naya a également pu se joindre à la cérémonie. Wren, Prophétesse/Grande Prêtresse Blackblood est chargée de les unir. Peu avant, Talon esquissait un portrait de son amie la reine Rosmund/Gwynn, toujours triste de sa disparition. Juste après l'officialisation de l'union, Zed couronne Talon come reine et tout le monde s'agenouille (y compris Garret, jusqu'à ce que Talon lui fasse remarquer qu'il est désormais roi aussi). Cette fois, Talon accepte la couronne et s'engage à servir tout le monde, humains, Blackbloods et Kahvi. |            |                                                                |                   |                              |                      |                            |

## Réception

### Réponse critique
Le site agrégateur de critiques Rotten Tomatoes rapporte un score de 50% pour la série, avec une note moyenne de 4.67/10, basé sur 10 avis. Un consensus critique du site se lit comme suit : « Une fantasy poids plume avec quelques caractéristiques séduisantes, les plaisirs potentiels de The Outpost ne peuvent pas tout à fait dépasser son design de production peu coûteux ». Sur Metacritic, la série détient une note de 39 sur 100, basée sur 5 critiques, indiquant "des critiques généralement défavorables".
Dans sa critique du season premiere, Daniel Fienberg de The Hollywood Reporter a estimé que la série avait l'air « bon marché » pour une série diffusée sur un réseau de diffusion, ajoutant « Une trop grande partie du pilote de The Outpost consiste en des gens qui discutent de choses que le budget ne peut pas montrer. ». Josh Bell de CBR a également critiqué les valeurs de production de la série, mais aussi son utilisation de « clichés et artifices » de fantasy dans l’épisode pilote. Plusieurs critiques ont comparé The Outpost de manière défavorable à d'autres séries de fantasy, notamment Game of Thrones, Le Seigneur des anneaux et Xena, la guerrière,,.

### Distinctions
| Année | Récompense    | Catégorie                                      | Destinataires et Nommés | Résultat   |
| ----- | ------------- | ---------------------------------------------- | ----------------------- | ---------- |
| 2019  | Saturn Awards | Meilleure série télévisée fantastique          | The Outpost             | Nomination |
| 2020  | Saturn Awards | Meilleure série télévisée d'action ou thriller | The Outpost             | Nomination |